# Nana bianca
Una nana bianca (o nana degenere o anche  stella sui generis) è una stella di piccole dimensioni, con una bassissima luminosità e un colore tendente al bianco. Nonostante le ridotte dimensioni, paragonabili a quelle della Terra, la massa dell'astro è simile o lievemente superiore a quella del Sole; è quindi un oggetto molto compatto, dotato di un'elevatissima densità e gravità superficiale.
La prima nana bianca fu scoperta verso la fine del XVIII secolo, ma la reale natura di tali oggetti venne riconosciuta solamente nel 1910; il termine stesso nana bianca fu coniato nel 1922. Si conoscono oltre 11.000 oggetti appartenenti a questa peculiare classe stellare; di questi, otto si trovano entro 6,5 parsec (circa 21 anni luce) di distanza dal Sole e sono annoverati tra i cento sistemi stellari più vicini alla Terra.
Si ritiene che le nane bianche siano l'ultima fase dell'evoluzione delle stelle di massa piccola e medio-piccola, le quali costituirebbero oltre il 97% delle stelle della Galassia. Queste, dopo aver percorso la sequenza principale, e le fasi di instabilità ad essa successive, attraverserebbero delle ulteriori fasi di forte disequilibrio, che si concluderebbero con la proiezione nello spazio circostante degli strati più esterni, mentre i nuclei inerti andrebbero a costituire oggetti compatti, le nane bianche. Poiché la materia, non più "sostenuta" dalla spinta centrifuga della fusione nucleare, andrebbe incontro al cosiddetto collasso gravitazionale, in cui l'unica forza opposta sarebbe la pressione degli elettroni degeneri.
La fisica della materia degenere impone una massa limite per la formazione una nana bianca, il limite di Chandrasekhar ({\displaystyle M_{\rm {Ch}}}), che, per un oggetto che non compie una veloce rotazione su se stesso, equivale a 1,44 masse solari (M☉). Nel caso di una nana bianca al carbonio-ossigeno, il tipo più comune di nana bianca nell'universo, l'avvicinamento, o il superamento di tale limite, che normalmente avviene a causa del trasferimento di massa in un sistema binario, può provocarne l'esplosione in una nova, o in una supernova di tipo Ia.
Le nane bianche possiedono, al momento della loro formazione, un'alta temperatura di colore ed una temperatura effettiva altrettanto elevata, la quale diminuisce gradualmente in funzione degli scambi termici con lo spazio circostante. Secondo un modello teorico, il graduale raffreddamento della stella la porterebbe ad assumere una temperatura di colore via via più bassa, sino allo stadio terminale di nana nera. Fino ad ora, non è ancora stata scoperta alcuna nana nera: gli astrofisici ritengono che il tempo previsto perché una nana bianca si raffreddi fino a non emettere più nel visibile o nel vicino infrarosso, sia di gran lunga superiore all'attuale età dell'universo.
Data la loro bassa luminosità, ma alta temperatura, le nane bianche occupano la parte inferiore sinistra del diagramma Hertzsprung-Russell.

## Storia delle osservazioni

### La scoperta
La prima nana bianca fu individuata dall'astronomo anglo-tedesco William Herschel nel sistema stellare di Keid, situato nella costellazione di Eridano. Il 31 gennaio 1783 l'astronomo puntò il telescopio in direzione della stella, notando che attorno alla componente più brillante (Keid A), una stella arancione di magnitudine 4,43, orbitava una coppia costituita da due stelle molto più deboli, una bianca di magnitudine 9,52 (Keid B) ed una rossa (Keid C) di magnitudine 11,17; in seguito la coppia venne osservata anche da Friedrich von Struve nel 1827 e dal figlio Otto nel 1851.
Nel 1910 Henry Norris Russell, Edward Charles Pickering e Williamina Fleming scoprirono che, sebbene fosse una stella molto debole, Keid B presentava uno spettro dalle caratteristiche simili a quelle delle brillanti stelle di classe spettrale A, come Sirio (la stella più brillante del cielo), Vega e Altair, dal tipico colore bianco; il tipo spettrale della nana bianca fu poi ufficialmente descritto nel 1914 da Walter S. Adams.

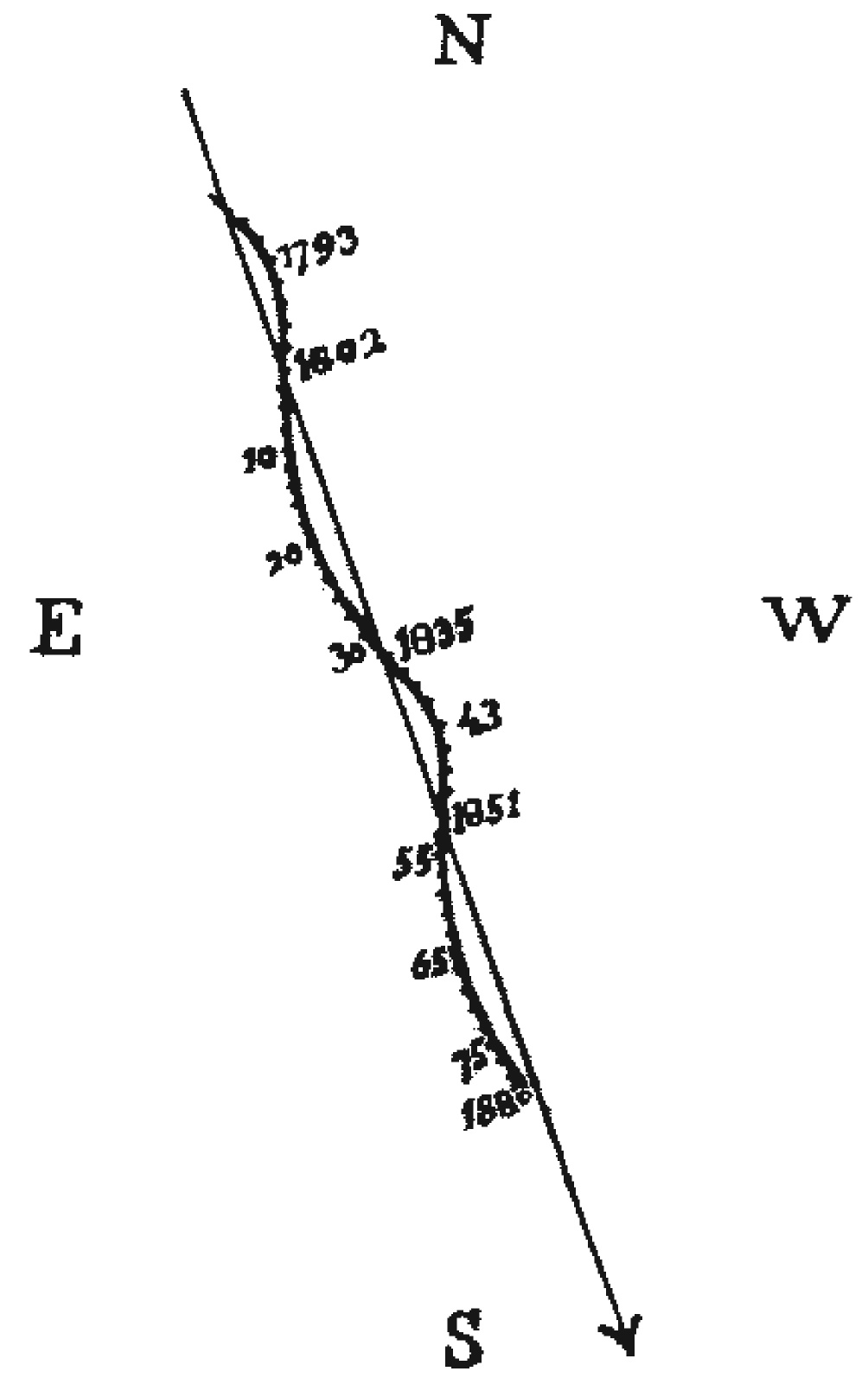
Illustrazione ottocentesca che mostra l'oscillazione del moto di Sirio, considerato qui nel periodo 1793-1889.

Nel corso del XIX secolo i progressi conseguiti nell'ambito delle tecniche astrometriche permisero di ottenere misure abbastanza precise della posizione degli astri, tali da riuscire a determinare minime variazioni (dell'ordine di alcuni secondi d'arco) del moto di alcune stelle. L'astronomo tedesco Friedrich Bessel si servì di tali misure per scoprire che Sirio e Procione subivano delle oscillazioni nel loro moto spaziale molto simili a quelle riscontrate nelle stelle doppie, sebbene i due astri non sembrassero avere dei compagni; Bessel imputò dunque simili oscillazioni a delle «compagne invisibili». L'astronomo stimò il periodo orbitale della compagna di Sirio in circa 50 anni, mentre Christian H. F. Peters ne calcolò i parametri orbitali nel 1851. Tuttavia fu necessario attendere sino al 31 gennaio 1862 prima che Alvan Graham Clark riuscisse ad osservare una debole stellina mai vista in precedenza nei pressi di Sirio, identificata in seguito come la compagna predetta da Bessel. Applicando la terza legge di Keplero, gli astronomi calcolarono che la massa del nuovo oggetto, denominato Sirio B, dovesse essere compresa tra 0,75 e 0,95 volte quella del Sole; tuttavia, l'oggetto risultava meno luminoso della nostra stella. Poiché la luminosità L di un corpo celeste dipende dal quadrato del suo raggio R, questi dati dovevano necessariamente implicare che le dimensioni della stella fossero molto ridotte.
Walter S. Adams annunciò nel 1915 che lo spettro della piccola stella, ribattezzata affettuosamente Il Cucciolo, presentava caratteristiche assimilabili a quelle di Sirio A, che suggerivano che la temperatura superficiale dell'oggetto dovesse essere prossima ai 9000 K. Combinando poi il valore della temperatura con la luminosità, Adams riuscì a risalire al valore del diametro di Sirio B, che risultò essere di soli 36 000 km. Misure più accurate, svolte nel 2005 attraverso il Telescopio spaziale Hubble, hanno mostrato che la stella possiede, in realtà, un diametro minore (circa un terzo di quello stimato da Adams), equivalente a quello terrestre (circa 12 000 km), ed una massa pari a circa il 98% di quella solare.
Nel 1917 Adriaan Van Maanen scoprì nella costellazione dei Pesci una terza nana bianca, ribattezzata in suo onore stella di Van Maanen. Queste tre nane bianche, le prime ad esser state scoperte, vengono dette nane bianche classiche.
In seguito furono scoperte diverse altre stelle bianche dalle proprietà simili a quelle delle nane classiche, per giunta caratterizzate da alti valori di moto proprio. Simili valori dovevano indicare che, nonostante si trovassero molto vicine al sistema solare, queste stelle avessero una luminosità intrinseca molto bassa, e quindi che si trattasse di vere e proprie nane bianche; tuttavia si dovette attendere sino agli anni trenta del XX secolo perché la prima nana bianca non appartenente al gruppo delle classiche venisse riconosciuta come tale. Si ritiene che sia stato Willem Luyten a coniare il termine nana bianca quando esaminò questa classe di stelle nel 1922; il termine fu in seguito reso popolare dall'astrofisico inglese Arthur Eddington.

### Prime indagini
Il risultato delle rilevazioni di Adams e Luyten rese quindi necessaria l'introduzione di una nuova classe di stelle. Nel 1926 Arthur Eddington menzionò la scoperta di Sirio B e le analisi su di essa nel suo libro The Internal Constitution of Stars (La struttura interna delle stelle) con queste parole:
(A. S. Eddington The Internal Constitution of Stars, p. 140)

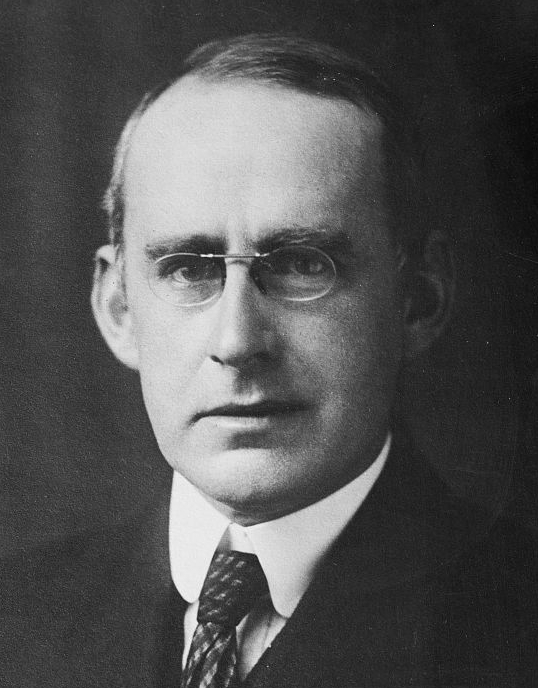
Arthur Eddington.

Eddington riportò anche un'altra scoperta di Adams sulla compagna di Sirio, effettuata nel 1925: l'astronomo aveva misurato la lunghezza d'onda di alcune righe di emissione della stella (non ancora battezzata nana bianca) e aveva trovato che erano significativamente maggiori del previsto. Lo spostamento verso il rosso delle linee di assorbimento dello spettro di un corpo celeste per effetto della propria forza di gravità (redshift gravitazionale) è una delle conseguenze previste dalla teoria della relatività generale, formulata pochi anni prima da Albert Einstein. In particolare, l'entità del redshift gravitazionale dipenderebbe dal rapporto tra la massa M e il raggio R dell'oggetto e quindi dalla sua densità. Applicando il procedimento inverso, Adams poté calcolare dal redshift osservato il rapporto {\displaystyle {\begin{smallmatrix}{\frac {M}{R}}\end{smallmatrix}}} per Sirio B. Dal momento che la massa era già nota attraverso lo studio dei parametri orbitali del sistema binario, il calcolo permise di risalire direttamente al valore del raggio; la stima era ancora incerta, ma concordava con il valore ottenuto anni prima e con la natura compatta di Sirio B.
Così scrive Eddington:
(A. S. Eddington The Internal Constitution of Stars, p. 167)
Dato che i corpi più caldi irradiano una quantità di energia superiore a quella dei corpi più freddi, la luminosità superficiale di una stella è determinabile dalla sua temperatura effettiva e quindi dal suo spettro; nota la distanza, può essere calcolata anche la luminosità intrinseca dell'astro. Inoltre il rapporto tra la temperatura effettiva e la luminosità permette di calcolarne il raggio. Ragionando in questi termini, gli astronomi del tempo erano giunti a ritenere che Sirio B e Keid B dovessero essere estremamente dense. Quando Ernst Öpik stimò la densità di un gran numero di binarie visuali nel 1916, egli scoprì che Keid B aveva una densità di oltre 25 000 volte quella del Sole, un dato che egli ritenne «impossibile». Così scrisse Eddington nel 1927:
( A. S. Eddington, Stars and Atoms, Oxford, Clarendon Press, 1927,  p. 50.)

### La scoperta della natura degenere delle nane bianche
Nonostante l'esistenza delle nane bianche risultasse ormai solidamente appurata, la loro natura era ancora un mistero. In particolare, gli astronomi non riuscivano a capacitarsi di come una massa grande come quella del Sole potesse coesistere in un volume simile a quello della Terra.
Nell'ultima parte del suo libro dedicato alla struttura stellare, Eddington conclude così:
(A. S. Eddington The Internal Constitution of Stars, p. 170)

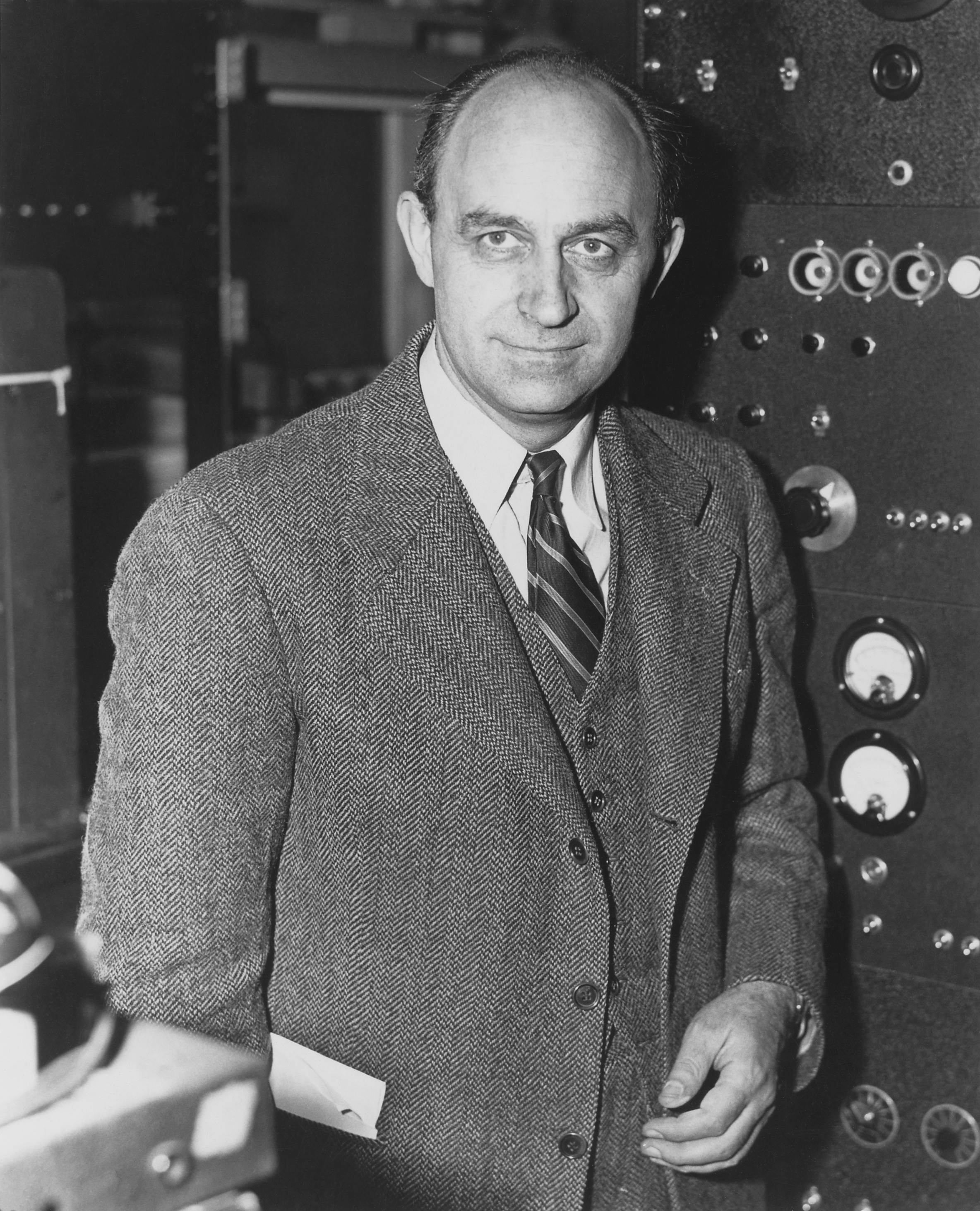
Enrico Fermi, autore con Paul Dirac della statistica che ha permesso agli astronomi di comprendere la natura delle nane bianche.

Secondo Eddington, una spiegazione logica possibile per raggiungere densità così elevate era che la materia che costituiva le nane bianche non fosse formata da atomi legati chimicamente l'uno con l'altro, ma da un plasma formato da nuclei atomici completamente ionizzati e da elettroni liberi. In questo modo era possibile comprimere i nuclei in spazi più ristretti di quanto potesse avvenire nel caso degli atomi, dove la maggior parte dello spazio è vuoto e costellato da elettroni posizionati nei loro orbitali.
Ralph H. Fowler perfezionò questo modello nel 1926, applicando i principi della meccanica quantistica e la statistica di Fermi-Dirac, introdotta nell'agosto dello stesso anno da Enrico Fermi e Paul Dirac. Alfred Fowler riuscì, nello stesso anno, a spiegare la struttura stabile delle nane bianche identificando nella pressione degli elettroni degeneri il meccanismo che permetteva alla stella di non collassare completamente su se stessa.
L'esistenza di una massa limite che nessuna nana bianca può oltrepassare è una delle conseguenze di una struttura la cui pressione è sostenuta dalla materia degenere, nella fattispecie dagli elettroni. Le prime stime di questo limite furono pubblicate nel 1929 da Wilhelm Anderson e nel 1930 da Edmund Clifton Stoner.
Studi più completi della struttura interna delle nane bianche, che tenevano conto anche degli effetti relativistici dell'equazione di stato della materia degenere, vennero compiuti in quegli anni dall'astrofisico indiano Subrahmanyan Chandrasekhar. Nel suo articolo del 1931, The maximum mass of ideal white dwarfs, Chandrasekhar affermò che la massa limite di una nana bianca (detta oggi in suo onore limite di Chandrasekhar) dipende dalla propria composizione chimica. Questo ed altri studi sulla struttura e l'evoluzione delle stelle valsero all'astrofisico indiano il Premio Nobel per la Fisica nel 1983.
Al di là dell'importanza di aver trovato un valore ben preciso, la scoperta di una massa limite per una nana bianca è stata di fondamentale importanza nella comprensione degli stadi terminali dell'evoluzione delle stelle in base alla loro massa. Lo stesso Chandrasekhar disse in un discorso a Washington nel 1934:
La stima di tale massa limite, difatti, aprì la strada ad altre ipotesi sull'esistenza di oggetti ancora più compatti delle nane bianche, che si sarebbero originati dal collasso di stelle più massicce. La scoperta nel 1932 da parte di James Chadwick di una nuova particella subatomica, il neutrone, e lo studio dei decadimenti nucleari, portarono l'anno seguente Walter Baade e Fritz Zwicky a teorizzare l'esistenza di stelle costituite da questa nuova particella, che potevano contenere in spazi ancora più ristretti masse anche maggiori di quelle possedute dalle nane bianche. L'ipotesi venne confermata nel 1965 con la scoperta delle pulsar.
La veridicità delle tesi sulla natura degenere delle nane bianche è stata recentemente confermata grazie allo studio astrosismologico delle pulsazioni di alcune nane bianche.
Nel 1939 furono scoperte 18 nuove nane bianche, mentre Luyten ed altri astronomi si dedicarono alla ricerca di tali stelle nel corso degli anni quaranta. Al 1950 si conoscevano oltre cento nane bianche, mentre nel 1999 il numero era salito ad oltre 2000. Da allora, grazie alle immagini della Sloan Digital Sky Survey, sono state scoperte altre 9000 nane bianche, quasi tutte di recente formazione.

## Formazione ed evoluzione
La formazione di una nana bianca è un processo progressivo e non violento, che riguarda tutte le stelle di massa compresa tra 0,08 ed 8-10 volte la massa solare che abbiano concluso la fase di stabilità della sequenza principale e le fasi di instabilità ad essa successive; queste si diversificano a seconda della massa dell'astro.
Le stelle con masse comprese tra 0,08 e 0,5 masse solari, le nane rosse, si riscaldano mano a mano che l'idrogeno viene consumato al loro interno, accelerando la velocità delle reazioni nucleari e divenendo per breve tempo delle stelle azzurre; quando tutto l'idrogeno è stato convertito in elio, esse si contraggono gradualmente, diminuendo di luminosità ed evolvendo in nane bianche costituite prevalentemente da elio. Tuttavia, poiché la durata della sequenza principale per una stella di questo tipo è stata stimata sugli 80 miliardi – 1 bilione di anni e l'attuale età dell'universo si aggira sui 13,7 miliardi di anni, pare logico credere che nessuna nana rossa abbia avuto il tempo per raggiungere la fase di nana bianca.

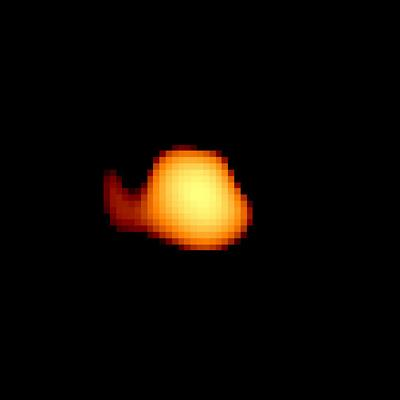
Un'immagine della gigante rossa AGB Mira vista nell'ultravioletto dal Telescopio spaziale Hubble (NASA-ESA)

Le stelle la cui massa è compresa tra 0,5 ed 8 masse solari attraversano una fase di notevole instabilità alla fine della sequenza principale: il nucleo subisce diversi collassi gravitazionali, incrementando la propria temperatura, mentre gli strati più esterni, in reazione al vasto surplus energetico che ricevono dal nucleo in contrazione, si espandono e si raffreddano, assumendo di conseguenza una colorazione via via sempre più tendente al rosso. Ad un certo punto l'energia sprigionata dal collasso gravitazionale permette allo strato di idrogeno immediatamente superiore al nucleo di raggiungere la temperatura di innesco della fusione nucleare. A questo punto la stella, dopo esser passata per la fase altamente instabile di subgigante, si trasforma in una fredda ma brillante gigante rossa con un nucleo inerte di elio e un guscio in cui prosegue la fusione dell'idrogeno e permane in questa fase per circa un miliardo di anni.
Quando il nucleo raggiunge la massa sufficiente, una complessa serie di contrazioni e collassi gravitazionali provoca un forte innalzamento della temperatura nucleare sino ad oltre 100 milioni di kelvin, che segna l'innesco (flash) della fusione dell'elio in carbonio e ossigeno tramite il processo tre alfa, mentre nel guscio immediatamente superiore continua il processo di fusione dell'idrogeno residuo in elio. La stella, raggiungendo questo stadio evolutivo, arriva ad un nuovo equilibrio e si contrae leggermente passando dal ramo delle giganti rosse al ramo orizzontale del diagramma H-R.
Non appena l'elio è stato completamente esaurito all'interno del nucleo, lo strato attiguo, che in precedenza ha fuso l'idrogeno in elio, inizia a fondere quest'ultimo in carbonio, mentre sopra di esso un altro strato continua a fondere parte dell'idrogeno restante in elio; la stella entra così nel ramo asintotico delle giganti (AGB, acronimo di Asymptotic Giant Branch).
Gli strati più esterni di una gigante rossa o di una stella AGB possono estendersi per diverse centinaia di volte il diametro del Sole, arrivando ad avere raggi dell'ordine dei 108 km (alcune unità astronomiche), come nel caso di Mira (ο Ceti), una gigante del ramo asintotico con un raggio di 5 × 108  km (3 U.A.).

La formazione di una nebulosa planetaria (nell'animazione, la Nebulosa Elica) a partire da una stella AGB.

Se la stella ha una massa sufficiente (non superiore ad 8-9 M☉), col tempo è possibile l'innesco anche della fusione di una parte del carbonio in ossigeno, neon e magnesio.
In seguito ai progressivi collassi e riscaldamenti susseguitisi durante le fasi sopra descritte, il nucleo della stella assume una forma degenere: si forma in questo modo la nana bianca.
Quando nel nucleo cessa completamente la fusione del combustibile nucleare, la stella può seguire due diverse vie a seconda della massa. Se ha una massa compresa tra 0,08 e 0,5 masse solari, la stella morente dà luogo ad una nana bianca di elio senza alcuna fase intermedia, espellendo gli strati esterni sotto forma di vento stellare. Se invece la sua massa è compresa tra 0,5 ed 8 masse solari, si generano delle violente pulsazioni termiche all'interno dell'astro che causano l'espulsione dei suoi strati più esterni in una sorta di "supervento" che assorbe la radiazione ultravioletta emessa a seguito dell'alta temperatura degli strati interni dell'astro. Tale radiazione viene poi riemessa sotto forma di luce visibile dall'involucro dei gas, i quali vanno a costituire una nebulosità in espansione, la nebulosa protoplanetaria prima e planetaria poi, al cui centro rimane il cosiddetto nucleo della nebulosa planetaria (PNN, dall'inglese Planetary Nebula Nucleus), che diverrà poi la nana bianca.
Una nana bianca appena formata ha una temperatura molto elevata, pari a circa 100-200 milioni di K, che diminuisce in funzione degli scambi termici con lo spazio circostante, finché l'oggetto non raggiunge lo stadio ultimo di nana nera (l'irraggiamento termico è trattato più approfonditamente nel paragrafo Temperature superficiali e dispersione dell'energia termica). L'esistenza di simili oggetti è molto lunga: la loro vita sarebbe simile a quella del tempo di vita media del protone, la cui durata raggiungerebbe i 1032 – 1049 anni secondo alcune teorie della grande unificazione, mentre sarebbe superiore a 10200 anni secondo altre teorie.

## Tipologia
Esistono diversi tipi di nane bianche, che differiscono tra loro per massa e, conseguentemente, composizione chimica interna. Non considerando la classificazione spettrale delle atmosfere, che verrà trattata in una sezione specifica, è possibile suddividerle in tre sottogruppi:
- nane bianche all'elio;
- nane bianche al carbonio-ossigeno;
- nane bianche all'ossigeno-neon-magnesio.[72]

### Stelle di piccola massa (<0,5 M☉): nane He

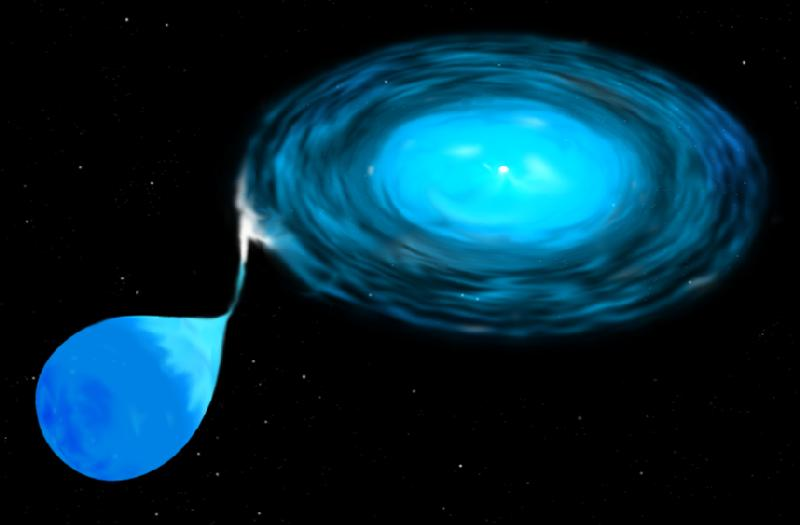
Rappresentazione artistica del trasferimento di massa che si innesca tra una stella in espansione ed una stella di neutroni, in grado di originare una nana bianca all'elio.

Le stelle di piccola massa (<0,5 M☉), per via delle proprie caratteristiche fisiche, hanno la capacità di fondere solamente l'idrogeno in elio: infatti, alla conclusione di questo processo, gli elettroni del nucleo stellare degenerano molto prima che l'astro possa raggiungere temperature in grado di innescare la fusione dell'elio in carbonio. Per questa ragione, la nana bianca che ne risulta sarà costituita esclusivamente da elio. Ma poiché, come si è visto, la durata della sequenza principale di tali stelle è di gran lunga superiore all'età dell'universo, sembra ragionevole pensare che non vi sia stato tempo a sufficienza perché si evolvessero delle nane bianche all'elio.
Tuttavia, è stata scoperta l'esistenza di oggetti che presentano le medesime caratteristiche teorizzate per le nane He. Gli astronomi escludono che derivino da stelle di piccola massa giunte alla fine della loro esistenza, ipotizzando che esse si originino dall'interazione tra le componenti di un sistema binario costituito da una stella compatta (probabilmente una stella di neutroni) ed una stella appena uscita dalla sequenza principale, in procinto di evolvere verso la fase di gigante. Quando quest'ultima raggiunge dimensioni tali da colmare il proprio lobo di Roche, si innesca un rapido processo di trasferimento di massa che priva la stella dello strato esterno di idrogeno, lasciando scoperto il nucleo degenere di elio prima ancora che possano essere raggiunte temperature e densità tali da permetterne la fusione in carbonio e ossigeno. Si prevede che lo stesso fenomeno possa verificarsi anche allorquando attorno alla stella orbiti a distanza molto ravvicinata un pianeta molto massiccio (del tipo Hot Jupiter) o una nana bruna.

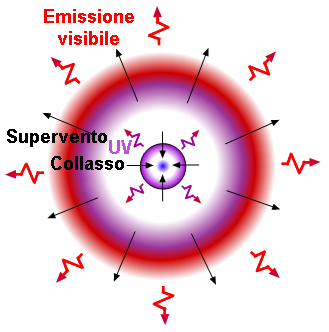
Il collasso del nucleo di una stella di massa media a formare una nana C-O all'interno di una nebulosa planetaria in espansione.

### Stelle di massa media (0,5-8 M☉): nane C-O
Le nane bianche al carbonio-ossigeno (C-O) costituiscono il tipo di nana bianca più diffusa nell'universo.
Si formano a partire da stelle con massa compresa tra 0,5 ed 8 masse solari, nei cui nuclei si raggiungono le condizioni di temperatura e pressione necessarie a fondere l'elio in carbonio e ossigeno tramite il processo tre alfa, così chiamato perché il carbonio-12, prodotto della reazione, viene sintetizzato mediante l'unione di tre particelle alfa (ovvero nuclei di elio, costituiti da due protoni e due neutroni). Il processo sfrutta come intermedio il berillio-8 e rilascia un'energia complessiva di 7,275 MeV per nucleo di carbonio prodotto.
Il progressivo aumento della quantità di carbonio aumenta la possibilità che una piccola parte di esso sia convertita in ossigeno; tuttavia è ancora sconosciuta l'esatta proporzione dei due elementi, in quanto non è ancora stata stabilita la quantità effettiva di carbonio che si converte in ossigeno.
Quando la stella esaurisce il processo di fusione dell'elio in carbonio, una serie di fenomeni di instabilità, accompagnati dall'emissione di un intenso vento stellare, provocano la progressiva espulsione degli strati esterni dell'astro che vanno a costituire la nebulosa planetaria, lasciando al centro il nucleo di carbonio e ossigeno che, dopo aver passato le fasi di nucleo della nebulosa planetaria e stella pre-degenere, diviene una nana bianca C-O. Si stima che una stella simile al Sole espella, nelle sue ultime fasi di vita, una quantità di materia pari al 40% della propria massa, mentre il restante 60% andrà a costituire la stella degenere.

### Al limite tra stelle medie e massicce (8-10 M☉): nane O-Ne-Mg
Le stelle massicce (>8 M☉) possiedono nel loro nucleo la giusta combinazione di temperatura e pressione necessaria a consentire la fusione di elementi più pesanti del carbonio e dell'ossigeno, come il silicio e, alla fine, il ferro. La massa del nucleo di tali stelle eccede la massa limite di Chandrasekhar; di conseguenza, il loro destino finale non è il passaggio verso lo stadio di nana bianca, ma la catastrofica esplosione in una supernova di tipo II, con la formazione, in base alla massa del nucleo residuo, di una stella di neutroni, di un buco nero stellare o di una qualunque altra forma esotica di stella degenere. Tuttavia, alcune stelle la cui massa sia al limite tra quella di una stella di massa media e quella di una stella massiccia (tra 8 e 10 M☉), possono riuscire a fondere il carbonio in neon anche se la loro massa non risulta sufficiente a fondere la totalità di quest'ultimo in ossigeno e magnesio; se questo si verifica, il nucleo non riesce a superare la massa di Chandrasekhar e il suo collasso dà luogo, anziché ad una stella di neutroni, ad una rarissima nana bianca all'ossigeno-neon-magnesio (O-Ne-Mg).
Un problema cui si trovano di fronte gli astrofisici riguarda la precisa determinazione dell'intervallo della massa stellare che genera tali oggetti, anche alla luce dell'alto tasso di perdita di massa che le caratterizza nelle fasi finali della loro evoluzione. Questo rende difficile simulare matematicamente con precisione quali stelle terminino i processi di fusione con la nucleosintesi del carbonio, quali con la sintesi di ossigeno e neon e quali proseguano sino alla sintesi del ferro; sembra che comunque giochi un ruolo importante nel determinare il destino dell'astro la sua metallicità.

## Caratteristiche

### Composizione e struttura

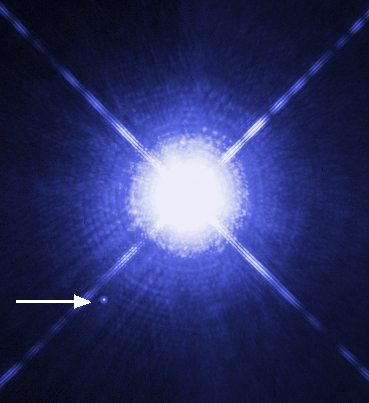
L'immagine, ripresa dal Telescopio spaziale Hubble, mostra il sistema di Sirio; in basso a sinistra è visibile la nana bianca Sirio B (segnata dalla freccia), al centro Sirio A. (HST, NASA/ESA)

La composizione chimica di una nana bianca dipende dai residui della fusione nucleare della stella progenitrice, e quindi dalla sua massa originaria. La composizione può variare anche a seconda della porzione di oggetto che si prende in considerazione.
Le nane bianche all'elio, che si formano dalle stelle meno massicce, possiedono un nucleo di elio, circondato da una tenue atmosfera costituita da idrogeno quasi puro. Le nane bianche al carbonio-ossigeno possiedono invece un nucleo totalmente costituito da carbonio e ossigeno, mentre le rare nane bianche O-Ne-Mg possiedono un nucleo ricco di neon e magnesio, con una discreta abbondanza di ossigeno, circondato da un mantello ricco di carbonio e ossigeno.
In entrambi i casi, la porzione esterna dell'oggetto è ricoperta da una tenue atmosfera di elio e idrogeno, che, per via del proprio peso atomico minore, verrà a trovarsi al di sopra dello strato di elio.

### Dimensioni
Si stima che la massa di una nana bianca vada da un minimo di 0,17 fino ad un massimo, seppur con alcune eccezioni (si veda il paragrafo Relazione massa-raggio e limite di massa), di 1,44 masse solari (limite di Chandrasekhar), anche se la maggior parte delle nane bianche scoperte si colloca entro un valore medio, compreso fra 0,5 e 0,7 masse solari con un picco attorno a 0,6. Il raggio stimato di una nana bianca è compreso fra 0,008 e 0,02 volte il raggio del Sole ed è di conseguenza confrontabile con quello della Terra (0,009 Rʘ). Le nane bianche quindi racchiudono una massa simile a quella del Sole in un volume che è normalmente un milione di volte più piccolo; ne consegue che la densità della materia in una nana bianca sia almeno un milione di volte più alta di quella all'interno del Sole (circa 109 kg m−3, ovvero 1 tonnellata per centimetro cubo). Le nane bianche sono costituite, infatti, da una delle forme di materia più dense conosciute: un gas degenere di elettroni, superato soltanto da oggetti compatti con densità ancora più estreme, come le stelle di neutroni, i buchi neri e le ipotetiche stelle di quark.

#### Pressione degli elettroni degeneri
La compressione a cui è soggetta la materia di una nana bianca aumenta la densità degli elettroni e quindi il loro numero in un dato volume; poiché essi obbediscono al principio di esclusione di Pauli, due elettroni non possono occupare il medesimo stato quantico; di conseguenza essi devono obbedire alla statistica di Fermi-Dirac, che permette di descrivere lo stato di un gas di particelle in condizioni di densità estreme, in modo da soddisfare il principio di esclusione di Pauli. Il principio sancisce che gli elettroni non possono occupare tutti contemporaneamente il livello di energia più basso, nemmeno a temperature vicine allo zero assoluto, ma sono costretti ad occupare livelli sempre più elevati all'aumentare della densità dell'astro; l'insieme dei livelli energetici occupati dagli elettroni in queste condizioni prende il nome di mare di Fermi. Lo stato di questi elettroni viene chiamato degenere, ed è in grado di fornire alla nana bianca l'energia necessaria a mantenere l'equilibrio idrostatico anche se questa si raffreddasse a temperature vicine allo zero assoluto.

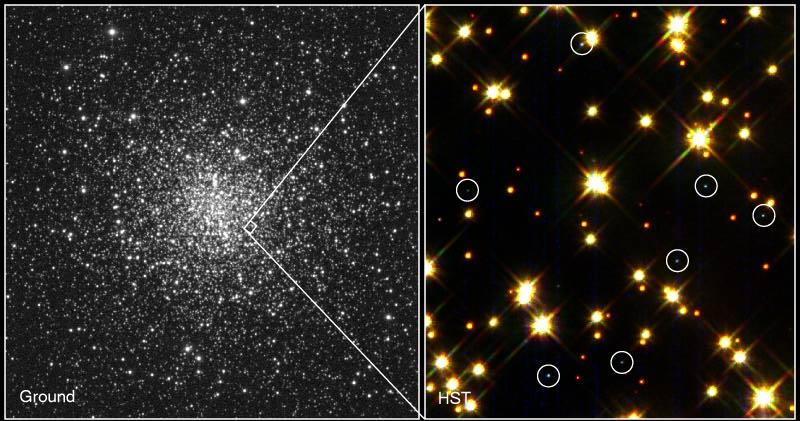
Il telescopio spaziale Hubble, il 28 agosto 1995, ha puntato la piccola porzione indicata col quadrato dell'ammasso globulare M4, nella costellazione dello Scorpione, trovandovi 75 nane bianche. Alcune di esse sono indicate da un cerchio.

Un modo per comprendere come gli elettroni non possano occupare tutti lo stesso stato sfrutta il principio di indeterminazione: l'alta densità degli elettroni in una nana bianca implica che la loro posizione sia abbastanza localizzata, creando una corrispondente incertezza nella quantità di moto. Quindi alcuni elettroni dovranno avere quantità di moto molto elevate e, conseguentemente, un'alta energia cinetica.
Applicando sia il principio di esclusione di Pauli sia il principio di indeterminazione è possibile vedere come all'aumentare del numero degli elettroni aumenti anche la loro energia cinetica, e dunque la pressione stessa: è quella che viene definita pressione degli elettroni degeneri, la quale mantiene in equilibrio la nana bianca contro il collasso gravitazionale cui sarebbe naturalmente soggetta; è quindi un effetto quantistico che limita la quantità di materia che può essere alloggiata in un determinato volume. Tale pressione dipende solamente dalla densità e non dalla temperatura della materia. La materia degenere è relativamente comprimibile; ciò sta a significare che la densità di una nana bianca di massa elevata è decisamente superiore rispetto a quella di una nana bianca di massa inferiore. Di conseguenza, il raggio di una nana bianca è inversamente proporzionale alla sua massa.
Qualora una nana bianca superi la massa limite di Chandrasekhar e non intervenissero delle reazioni nucleari, la pressione degli elettroni degeneri non riuscirebbe più a contrastare la forza di gravità; la stella allora collasserebbe in un oggetto ancora più denso, come una stella di neutroni o addirittura un buco nero stellare.

#### Relazione massa-raggio e limite di massa
È abbastanza semplice riuscire a derivare una relazione tra la massa e il raggio di una nana bianca utilizzando un'equazione che consenta di minimizzare l'energia.
In prima approssimazione, l'energia di una nana bianca è data dalla somma della sua energia potenziale gravitazionale e della sua energia cinetica. L'energia potenziale gravitazionale per unità di massa dell'astro, {\displaystyle E_{g}}, è dell'ordine di {\displaystyle {\begin{smallmatrix}-G{\frac {M}{R}}\end{smallmatrix}}}, dove {\displaystyle G} è la costante di gravitazione universale, {\displaystyle M} è la massa complessiva della nana bianca ed {\displaystyle R} il suo raggio. L'energia cinetica per unità di massa, {\displaystyle E_{k}}, proviene soprattutto dal moto degli elettroni e quindi equivale a circa {\displaystyle {\begin{smallmatrix}N{\frac {p^{2}}{2m_{e}}}\end{smallmatrix}}}, dove {\displaystyle p} è la quantità di moto degli elettroni, {\displaystyle m_{e}} la loro massa ed {\displaystyle N} il loro numero per unità di massa.
Poiché gli elettroni sono degeneri, la loro quantità di moto {\displaystyle p} può essere stimata sfruttando il principio di indeterminazione che afferma, nel caso del moto delle particelle, che non è possibile conoscere contemporaneamente con precisione infinita sia la loro posizione che la loro quantità di moto. In formule questo vuol dire che il prodotto delle due incertezze sulla quantità di moto e sulla posizione, {\displaystyle \Delta p\Delta x}, è in prima approssimazione uguale alla costante di Planck ridotta (ħ).
{\displaystyle \Delta x} ha lo stesso ordine di grandezza della distanza media fra gli elettroni, che è all'incirca uguale a {\displaystyle {\begin{smallmatrix}n^{-{\frac {1}{3}}}\end{smallmatrix}}}, ovvero all'inverso della radice cubica della densità {\displaystyle n} degli elettroni nell'unità di volume. Poiché all'interno di una nana bianca sono presenti {\displaystyle {\begin{smallmatrix}N\cdot M\end{smallmatrix}}} elettroni e il suo volume è dello stesso ordine di grandezza di {\displaystyle R^{3}}, {\displaystyle n} può essere approssimato a {\displaystyle {\begin{smallmatrix}N{\frac {M}{R^{3}}}\end{smallmatrix}}}.
Utilizzando queste approssimazioni, l'energia cinetica per unità di massa ({\displaystyle E_{k}}) può essere espressa come:
{\displaystyle E_{k}\approx {\frac {N(\Delta p)^{2}}{2m_{e}}}\approx {\frac {N\hbar ^{2}n^{\frac {2}{3}}}{2m_{e}}}\approx {\frac {M^{\frac {2}{3}}N^{\frac {5}{3}}\hbar ^{2}}{2m_{e}R^{2}}}}
La nana bianca è in equilibrio quando la sua energia totale {\displaystyle E_{g}+E_{k}} è la minima possibile, ovvero quando l'energia cinetica e l'energia potenziale gravitazionale raggiungono valori comparabili fra di loro (energia totale uguale a zero); è pertanto possibile derivare una relazione massa-raggio, seppure approssimativa, uguagliando le due grandezze:

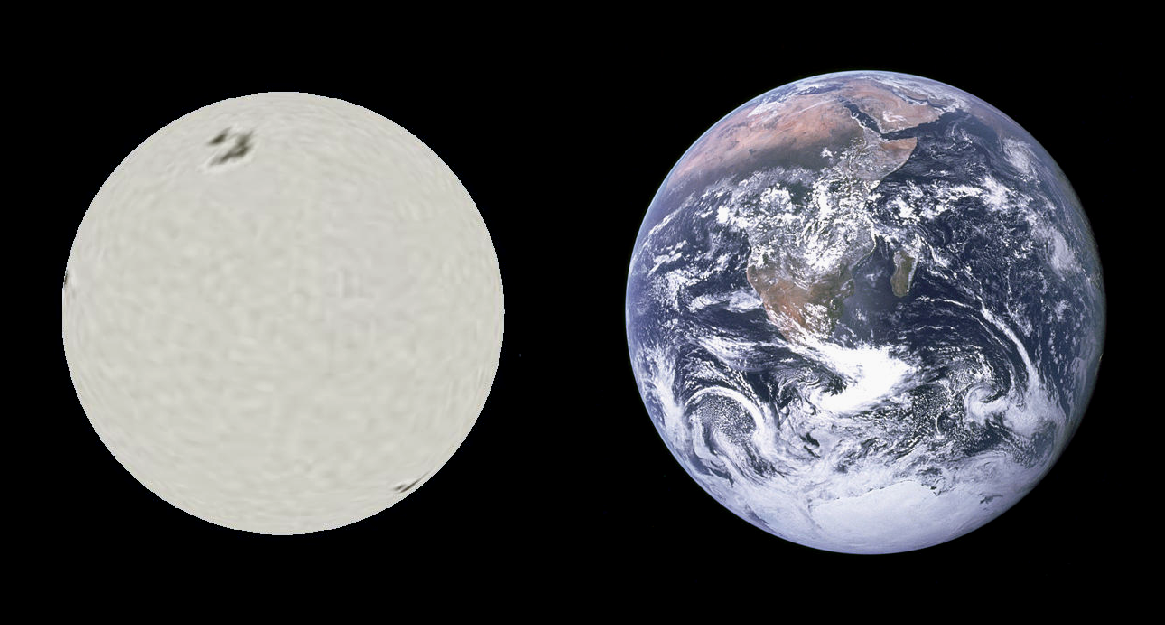
Raffronto tra le dimensioni della nana bianca Sirio B e della Terra.

{\displaystyle |E_{g}|\approx {\frac {GM}{R}}=E_{k}\approx {\frac {M^{\frac {2}{3}}N^{\frac {5}{3}}\hbar ^{2}}{2m_{e}R^{2}}}} GM/R non è uguale all'energia. Non corrispondono le unità di misura.
GM/R è uguale al potenziale gravitazionale (V)
Risolvendo questa equazione per il raggio {\displaystyle R} della nana bianca, si ottiene:
{\displaystyle R\approx {\frac {N^{\frac {5}{3}}\hbar ^{2}}{2m_{e}GM^{\frac {1}{3}}}}}
Trascurando {\displaystyle N}, che dipende soltanto dalla composizione chimica della nana bianca, e le costanti universali ħ, {\displaystyle m_{e}} e {\displaystyle G}, rimane una relazione che lega la massa e il raggio dell'astro:
{\displaystyle R\sim {\frac {1}{M^{\frac {1}{3}}}}}
ovvero il raggio di una nana bianca è inversamente proporzionale alla radice cubica della sua massa.
Questa analisi è detta non relativistica poiché viene usata la formulazione classica dell'energia cinetica. All'aumentare della massa della nana bianca aumenta la quantità di moto (e quindi la velocità) degli elettroni che la sostengono; avvicinandosi alla velocità della luce, {\displaystyle c}, gli effetti relativistici non possono più essere trascurati e quando gli elettroni raggiungono velocità prossime a quella della luce, bisogna passare alla trattazione ultra-relativistica del problema. In questa approssimazione la quantità di moto e l'energia di una particella vengono espresse dal quadrivettore impulso {\displaystyle {\begin{smallmatrix}p^{\mu }\,=\,({\frac {E}{c}},\,{\vec {p}})\end{smallmatrix}}}, dove {\displaystyle E=\gamma mc^{2}} è l'energia relativistica, {\displaystyle {\begin{smallmatrix}{\vec {p}}\,=\,\gamma m{\vec {v}}\end{smallmatrix}}} il vettore tridimensionale dell'impulso e {\displaystyle \gamma } è il fattore di Lorentz {\displaystyle {\begin{smallmatrix}{\frac {1}{\sqrt {1-{\frac {v^{2}}{c^{2}}}}}}\end{smallmatrix}}}. Poiché in meccanica relativistica l'energia e l'impulso sono legati dalla relazione
{\displaystyle {\frac {E^{2}}{c^{2}}}=p^{2}+m^{2}c^{2}}
è possibile ricavare un'espressione approssimata dell'energia degli elettroni degeneri nel caso ultra-relativistico. Infatti, quando la loro energia diventa molto grande rispetto all'energia a riposo {\displaystyle mc^{2}}, il termine {\displaystyle m^{2}c^{2}} dell'equazione precedente può essere trascurato e l'energia degli elettroni può essere approssimata semplicemente dal termine {\displaystyle pc}.
Sostituendo, quindi, l'espressione classica {\displaystyle {\begin{smallmatrix}N{\frac {p^{2}}{2m_{e}}}\end{smallmatrix}}} con quella ultra-relativistica {\displaystyle pc}, la formula dell'energia cinetica diventa:
{\displaystyle E_{k\ {\rm {rel}}}\approx {\frac {M^{\frac {1}{3}}N^{\frac {4}{3}}\hbar ^{2}c}{R}}}
Come nel caso non relativistico, si procede uguagliando l'energia cinetica con il valore assoluto di {\displaystyle E_{g}}, con la differenza che, in questo caso, {\displaystyle R} sparisce dall'espressione. Il risultato finale è un valore caratteristico di massa che è proprio il valore limite di Chandrasekhar
{\displaystyle M_{\rm {Ch}}\approx N^{2}\left({\frac {\hbar c}{G}}\right)^{\frac {3}{2}}}
Da questa espressione si può vedere come, a parte le costanti universali ħ, {\displaystyle c} e {\displaystyle G}, la massa limite dipenda soltanto dalla composizione chimica della nana bianca.
Un calcolo più rigoroso della relazione massa-raggio e del limite di massa delle nane bianche può essere fatto utilizzando l'equazione di stato che descrive la relazione fra densità e pressione del gas dell'astro. Esprimendo queste due grandezze in funzione del raggio della stella, è possibile risolvere il sistema formato dalle equazioni di equilibrio idrostatico e di stato per ricavare la struttura delle nane bianche in condizioni di equilibrio. Nel caso non relativistico si trova che il raggio è inversamente proporzionale alla radice cubica della massa, come nel calcolo semplificato fatto precedentemente. Il modello relativistico introduce un limite di massa, come nella rispettiva trattazione semplificata, al quale la stella tende al tendere del raggio a zero: tale massa limite, il cosiddetto limite di Chandrasekhar ({\displaystyle M_{\rm {Ch}}}), è la massa oltre la quale la struttura delle nane bianche non può più essere sostenuta dalla pressione degli elettroni degeneri. I modelli considerati finora assumono che le nane bianche siano sistemi non rotanti.

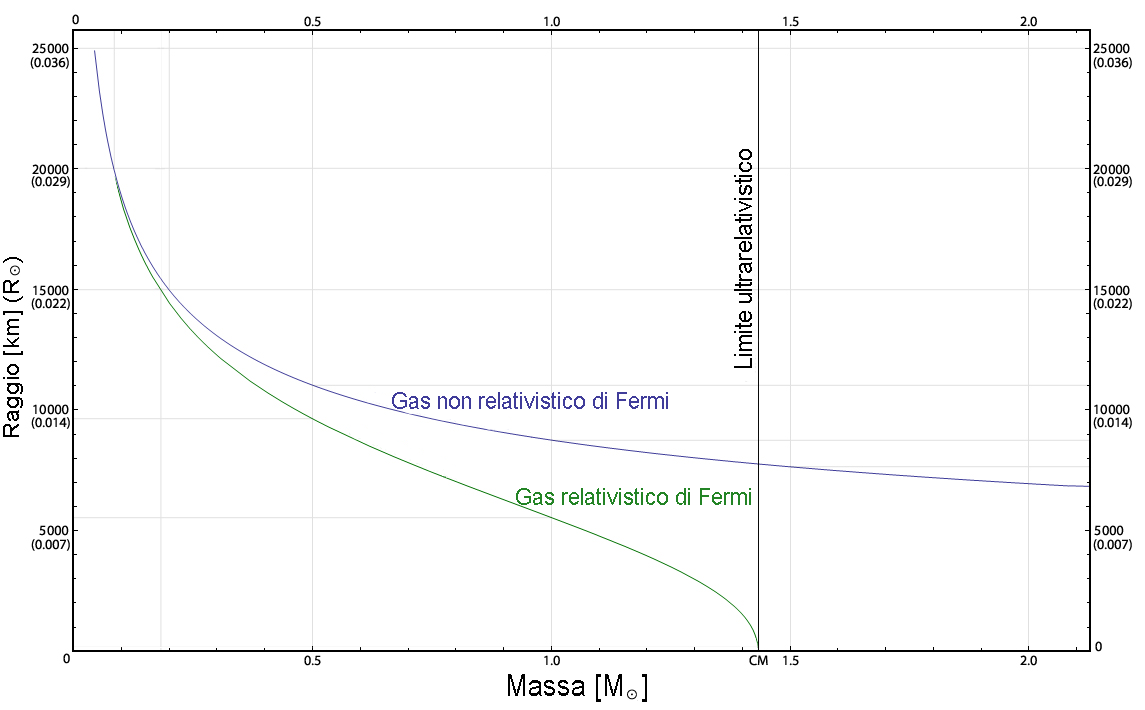
Grafico che mostra il raggio teorico che una nana bianca dovrebbe avere in base alla sua massa. La curva verde considera un gas di Fermi relativistico, mentre la curva blu considera un gas non relativistico; il limite ultrarelativistico coincide col limite di Chandrasekhar (CM).

Il grafico mostra il risultato di questi calcoli: la curva blu e quella verde mostrano la variazione del raggio in funzione della massa rispettivamente nei due modelli non relativistico e relativistico. Entrambi i modelli assumono che le nane bianche siano formate da un gas di Fermi freddo in equilibrio idrostatico.
Per una nana bianca non rotante questo limite è pari, approssimativamente, a {\displaystyle {\begin{smallmatrix}{\frac {5,7}{\mu _{e}^{2}}}\end{smallmatrix}}} masse solari, dove {\displaystyle \mu _{e}} rappresenta il peso molecolare medio per elettrone, ovvero il numero di nucleoni per elettrone. Nel caso specifico di una nana bianca al carbonio-ossigeno, costituita prevalentemente dagli isotopi carbonio-12 (12C) e ossigeno-16 (16O), che hanno un peso atomico pari al doppio del loro numero atomico, {\displaystyle \mu _{e}} è uguale a 2; conseguentemente la massa limite risultante è pari a circa 1,4 masse solari, che rappresenta il valore comunemente adottato per questo tipo di stelle. Da notare come invece, nei primi decenni del XX secolo, si pensava che le stelle fossero composte principalmente da elementi pesanti; così Chandrasekhar nel suo articolo del 1931 suppose che il peso molecolare medio per elettrone di una nana bianca fosse uguale a 2,5, trovando così un valore più basso, 0,91 masse solari, per la massa limite delle nane bianche.
Nel caso di una nana bianca rotante, l'equazione di equilibrio idrostatico deve essere modificata per tener conto anche della forza centrifuga della rotazione dell'astro. Per una nana bianca che ruota uniformemente, il limite di massa aumenta soltanto leggermente. Tuttavia, se la stella ruotasse in modo non uniforme e la viscosità fosse trascurabile, allora, come evidenziato da Fred Hoyle nel 1947, non ci sarebbe alcun limite di massa per una nana bianca in equilibrio idrostatico, anche se non tutti questi modelli sono dinamicamente stabili.

### Temperature superficiali e dispersione dell'energia termica
La temperatura superficiale delle nane bianche sinora scoperte è compresa entro un campo di valori che va dagli oltre 150 000 K fino a poco meno di 4 000 K; tuttavia, la gran parte delle nane scoperte possiede una temperatura superficiale compresa fra 8 000 e 40 000 K. Poiché per la legge di Stefan-Boltzmann la luminosità dipende dalla quarta potenza della temperatura (secondo la relazione {\displaystyle L=4\pi R^{2}\sigma T^{4}}, dove {\displaystyle 4\pi R^{2}} è la superficie della nana approssimata ad una sfera e {\displaystyle \sigma } la costante di Stefan-Boltzmann), un simile intervallo di temperatura corrisponde ad una luminosità che oscilla tra 10² e meno di 10−5 L☉. In accordo con la legge di Wien, il picco di emissione radiativa di un dato oggetto dipende dalla sua temperatura superficiale.
La radiazione visibile emessa dalle nane bianche varia lungo un'ampia gamma di tonalità, dal colore azzurro tipico delle stelle di classe O V sino al rosso delle stelle di classe M V; le nane bianche più calde inoltre possono emettere anche raggi X a bassa energia (i cosiddetti raggi X molli) o ultravioletti, il che rende possibile studiarne la composizione e la struttura atmosferica grazie anche ad osservazioni nei raggi X e negli ultravioletti.

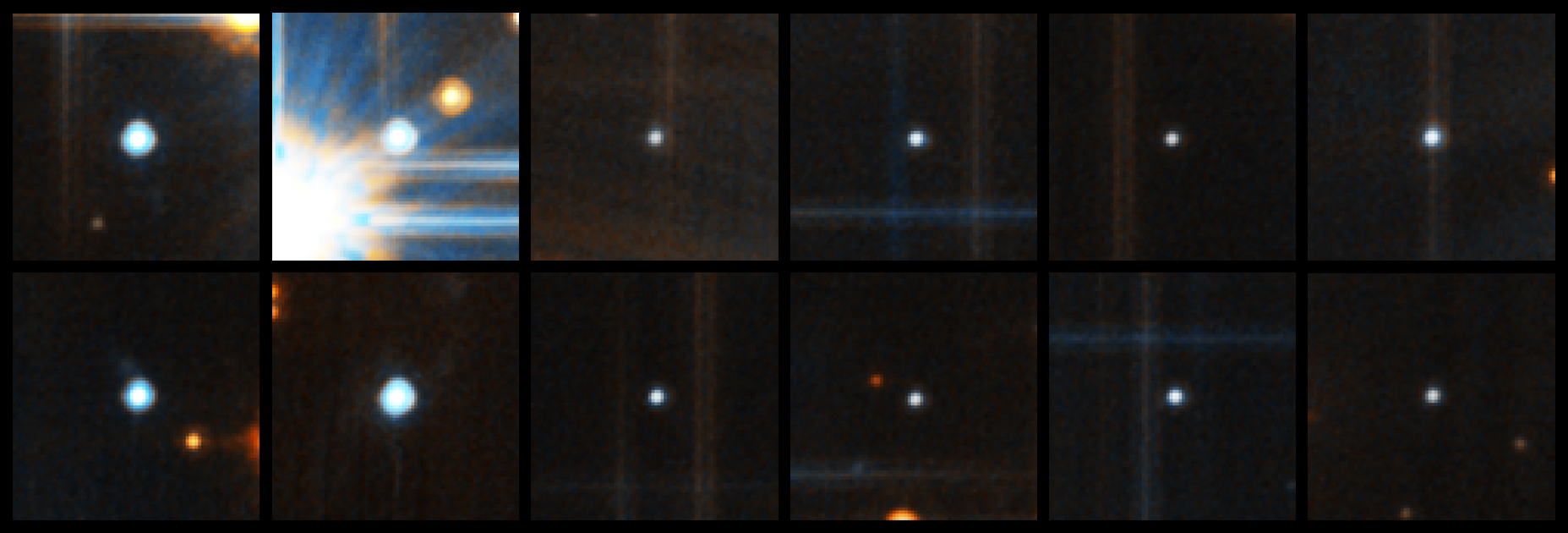
Alcune nane bianche fotografate dall'Hubble nell'ammasso globulare NGC 6397. Da notare il colore bianco-azzurro, indice di una temperatura superficiale elevata.(HST, NASA/ESA)

A meno che la nana bianca non si trovi in condizioni particolari (come l'accrescimento di materia da una stella compagna o da un'altra sorgente), la grande energia termica irradiata dall'astro deriva dal calore accumulato mentre nella stella originaria erano attivi i processi di fusione nucleare. Poiché questi oggetti hanno un'area superficiale estremamente piccola, il tempo necessario ad irradiare e disperdere il calore è molto lungo. Il processo di raffreddamento della nana bianca comporta, oltre ad una ovvia riduzione della temperatura superficiale, una diminuzione della quantità di radiazioni emesse e dunque della luminosità; dato che tali oggetti non hanno altri modi per disperdere l'energia al di fuori dell'irraggiamento, ne consegue che il raffreddamento sia un processo che rallenta col tempo. Per fare un esempio, una nana C-O di 0,59 masse solari, con un'atmosfera di idrogeno, si raffredda fino a raggiungere una temperatura superficiale di 7140 K in un miliardo e mezzo di anni. Per perdere ulteriori 500 K e raggiungere i 6640 K occorrerebbero circa 0,3 miliardi di anni, mentre per perdere successivamente altri 500 K di temperatura sarebbe necessario un tempo variabile fra 0,4 e 1,1 miliardi di anni; quindi, quanto più la temperatura dell'oggetto è alta, tanto più è alta la velocità di dissipazione dell'energia termica.
Questa tendenza sembra arrestarsi quando si raggiungono temperature piuttosto basse: infatti, sono note solo pochissime nane bianche con una temperatura superficiale al di sotto dei 4000 K, tra cui WD 0346+246, che possiede una temperatura superficiale di circa 3900 K. La ragione per cui non si osservano nane bianche a temperature inferiori risiede nell'età dell'universo, che è finita: infatti non c'è stato sinora tempo a sufficienza per far sì che le più antiche nane bianche si potessero raffreddare ulteriormente. Un indice, noto come funzione di luminosità delle nane bianche, sfrutta il tasso di raffreddamento di questi oggetti, che può essere utilizzato per determinare il tempo in cui le stelle si iniziarono a formare in una determinata regione della Galassia; tale mezzo ha permesso di stimare l'età del disco galattico a circa 8 miliardi di anni.
Il processo di raffreddamento di una nana bianca prosegue, in ottemperanza al secondo principio della termodinamica, sino al raggiungimento dell'equilibrio termico con la radiazione cosmica di fondo, diventando quella che di fatto è nota come nana nera; tuttavia, dato il lungo tempo previsto perché una nana bianca giunga a questa fase, si pensa che non esistano ancora delle nane nere.

#### Cristallizzazione
Un processo strettamente correlato a quello di raffreddamento è il processo di cristallizzazione degli strati interni.

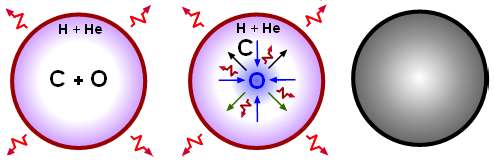
Il progressivo raffreddamento di una nana bianca e la cristallizzazione delle sue parti centrali.

Sebbene la materia che costituisce una nana bianca sia fondamentalmente allo stato di plasma, ossia un gas composto da nuclei atomici ed elettroni liberi, è stato teoricamente predetto negli anni sessanta che durante il processo di raffreddamento possa aver luogo il passaggio dalla fase di plasma ad una fase solida degli strati interni della nana tramite il fenomeno della cristallizzazione, che avrebbe inizio a partire dal centro dell'oggetto.
Perché il processo abbia inizio la temperatura del nucleo della nana deve raggiungere un valore limite di circa 1,7 × 107 K; le interazioni tra gli atomi divengono rilevanti e la materia cessa di comportarsi come un gas ideale assumendo i connotati di un liquido.
I modelli fisico-matematici ritengono che quando la temperatura superficiale della nana bianca raggiunge un valore prossimo ai 5 000 K (considerando per la nana una massa di 0,6 M☉ e un nucleo composto di C-O al 50:50 in massa) ha luogo la transizione di fase tra lo stato liquido e quello solido, che ha come effetto l'inizio del processo di cristallizzazione del nucleo. Date le fortissime pressioni cui sono soggetti, nonostante la temperatura interna sia ancora piuttosto elevata, gli atomi iniziano a disporsi in un reticolo cristallino, che assume la struttura di un sistema cubico. È necessario che l'ossigeno precipiti al centro della stella e cristallizzi prima del carbonio, di modo che la nana bianca inizi a differenziare un nucleo di ossigeno cristallino circondato da un mantello fluido di carbonio, con piccole quantità di ossigeno.
Questo fenomeno libera calore latente allungando i tempi di raffreddamento di circa 2 miliardi di anni. Tuttavia, per masse stellari prossime alla {\displaystyle M_{\rm {Ch}}}, la fase di cristallizzazione ha inizio molto prima a causa della densità elevata, sicché una nana bianca massiccia può trovarsi in gran parte cristallizzata già a temperature superficiali dell'ordine dei 12 000 K.
La misura del grado di cristallizzazione (Γ) è data dalla formula
{\displaystyle \Gamma ={\frac {E_{coulombiana}}{E_{termica}}}={\frac {\frac {Z^{2}}{d_{i}}}{{\frac {3}{2}}KT}}}
dove {\displaystyle Z} è il numero atomico (che per una nana bianca al carbonio – {\displaystyle Z=6} – e ossigeno – {\displaystyle Z=8} – vale 7 supponendo che vi sia un 50% di ciascun elemento), {\displaystyle K} è la costante di Boltzmann, {\displaystyle T} la temperatura e {\displaystyle d_{i}} è la distanza tra gli ioni, che è in relazione con la densità {\displaystyle \rho } della stella secondo la relazione
{\displaystyle {\frac {4}{3}}\pi d_{i}^{3}\sim {\frac {1}{n_{i}}}={\frac {\mu _{i}m_{H}}{\rho }}}
dove {\displaystyle m_{H}} è la massa dell'idrogeno e {\displaystyle \mu _{i}} il numero di massa medio, pari, nel caso delle nane C-O, a 14 – {\displaystyle {\begin{smallmatrix}{\frac {12+16}{2}}\end{smallmatrix}}} –.
Una serie di campagne osservative astrosismologiche iniziate nel 1995 indussero a ritenere che le nane bianche pulsanti fossero un buon test per verificare o eventualmente confutare la teoria della cristallizzazione. Sulla base di queste osservazioni astrosismologiche, nel 2004 un gruppo di ricercatori dell'Harvard-Smithsonian Center for Astrophysics stimarono che circa il 90% della massa della nana BPM 37093 fosse cristallizzata; studi successivi hanno però ridimensionato questo valore, considerando la frazione di massa cristallizzata compresa fra il 32% e l'82%.

### Atmosfere e spettri

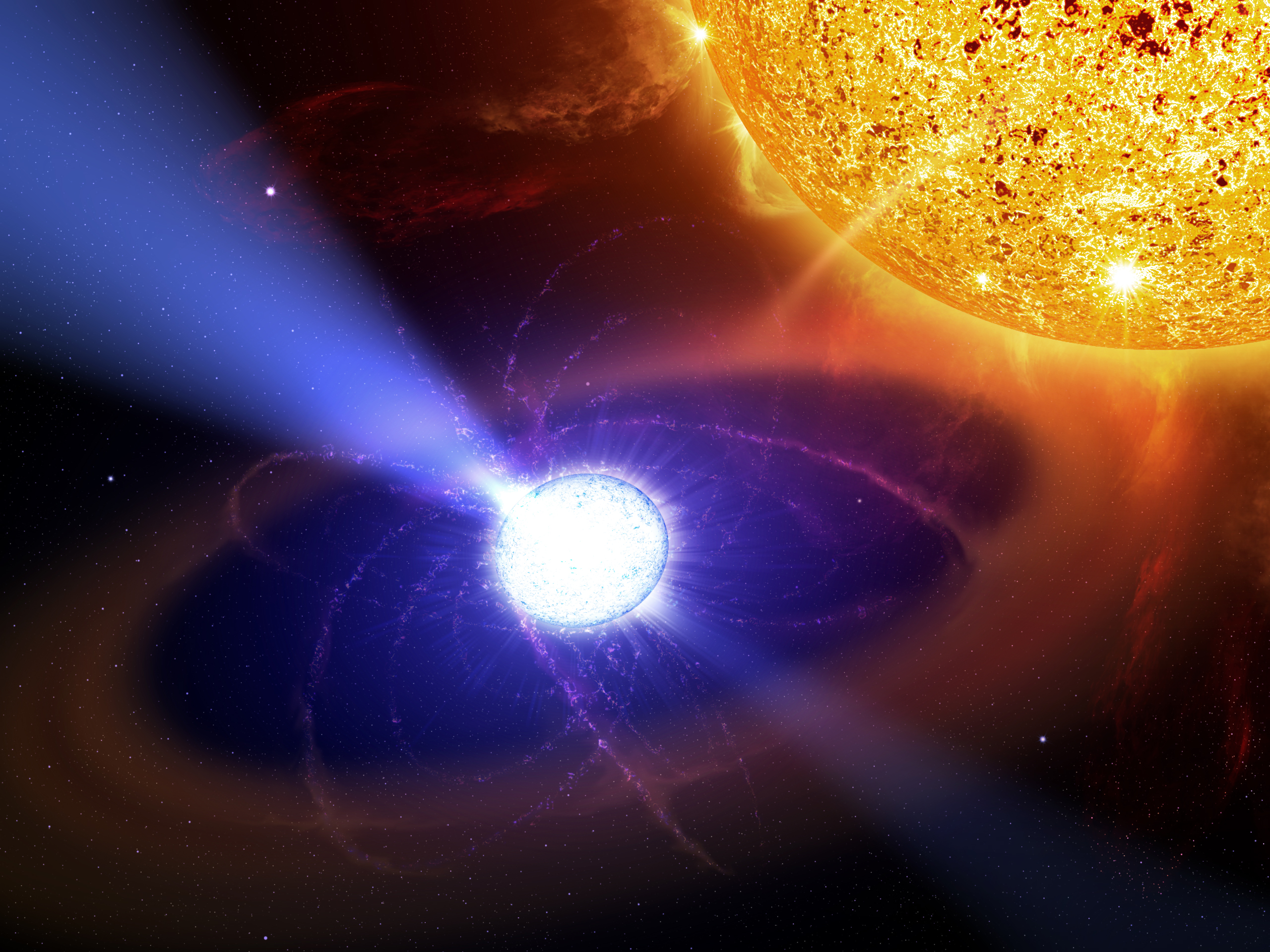
Rappresentazione artistica del campo magnetico della nana bianca nel sistema binario di AE Aquarii. (NASA)

Sebbene la maggior parte delle nane bianche nell'attuale epoca dell'universo siano composte prevalentemente da carbonio e ossigeno, le indagini spettroscopiche mostrano una marcata dominanza delle linee dell'idrogeno (serie di Balmer) o dell'elio, a seconda che la loro atmosfera sia dominata o dall'uno o dall'altro elemento; l'elemento dominante nell'atmosfera è di solito almeno 1000 volte più abbondante rispetto a tutti gli altri elementi. Come spiegato da Évry Schatzman negli anni quaranta, l'alta gravità superficiale potrebbe essere la causa di questa emissione: infatti, gli elementi più pesanti tenderebbero a precipitare negli strati più profondi, mentre elementi leggeri come l'idrogeno e l'elio, che meno risentono dell'effetto della gravità, tenderebbero a restare in alta quota. Quest'atmosfera, l'unica parte della nana bianca a noi visibile, sarebbe lo strato più elevato di una struttura che è il relitto dell'involucro della stella progenitrice quando si trovava nel ramo asintotico delle giganti e potrebbe contenere, oltre agli elementi che componevano la stella, anche del materiale acquisito dal mezzo interstellare. Si ipotizza che quest'involucro, nel caso l'elemento dominante sia l'elio, consista di uno strato molto ricco di elio, con una massa non superiore a un centesimo della massa solare complessiva; mentre se a dominare è l'idrogeno, la sua massa potrebbe essere pari a un decimillesimo di quella solare.
| Caratteristiche primarie e secondarie | Caratteristiche primarie e secondarie                    |
| ------------------------------------- | -------------------------------------------------------- |
| A                                     | Linee H presenti; nessuna linea He I o metallica         |
| B                                     | Linee He I; nessuna linea H o metallica                  |
| C                                     | Spettro continuo; nessuna linea                          |
| O                                     | Linee He II, accompagnate da linee He I o H              |
| Z                                     | Linee metalliche; nessuna linea H o He I                 |
| Q                                     | Linee del carbonio presenti                              |
| X                                     | Spettro indefinito o inclassificabile                    |
| Solo caratteristiche secondarie       |                                                          |
| P                                     | Nana bianca magnetica con polarizzazione individuabile   |
| H                                     | Nana bianca magnetica senza polarizzazione individuabile |
| E                                     | Linee di emissione presenti                              |
| V                                     | Variabile                                                |

Nonostante siano molto sottili, gli strati esterni determinano l'evoluzione termica delle nane bianche. Poiché gli elettroni degeneri presenti nella nana bianca conducono bene il calore, gran parte della massa di questi astri è prevalentemente isoterma, nonché molto calda: una nana bianca con una temperatura superficiale compresa fra 8000 K e 16 000 K potrebbe avere una temperatura interna compresa fra i 5 e i 20 milioni di K; la stella mantiene una temperatura molto elevata semplicemente grazie al fatto che gli strati più esterni sono opachi alla radiazione.
Il primo sistema per classificare gli spettri delle nane bianche fu sviluppato da Gerard Peter Kuiper nel 1941, seguito da molti altri schemi di classificazione, proposti e usati. Il sistema attualmente in uso fu proposto da Edward M. Sion e dai suoi coautori nel 1983 ed è stato rivisto più volte in seguito; questo schema classifica lo spettro con un simbolo che consiste di una D iniziale (dall'inglese Dwarf, "Nana"), una lettera che descrive la caratteristica principale dello spettro e un'altra opzionale che codifica una sequenza di caratteristiche secondarie (come mostrato nella tabella a destra), più un indice di temperatura, calcolato dividendo 50 400 K per la temperatura effettiva. Ad esempio:
- una nana bianca che presenta nel suo spettro solo righe dell'elio neutro (He I) ed una temperatura effettiva pari a circa 15 000 K verrà classificata come DB3, mentre se si ha una certezza circa la precisione delle misure di temperatura, DB3.5;
- una nana bianca con un campo magnetico polarizzato, una temperatura effettiva pari a 17 000 K e uno spettro dominato dalle righe dell'He I, in cui sono visibili anche alcune righe dell'idrogeno, avrà una classificazione DBAP3. I classici simboli di approssimazione "?" e ":" vengono invece usati se la classificazione è incerta.[53][107]

Le nane bianche la cui classificazione primaria dello spettro è DA possiedono un'atmosfera dominata dall'idrogeno; questo tipo costituisce la gran parte (circa i tre quarti) di tutte le nane bianche conosciute. Una piccola frazione (circa lo 0,1%) hanno atmosfere al carbonio, le cosiddette nane DQ calde ({\displaystyle T_{\rm {eff}}} ~15 000 K); le altre stelle (classificabili DB, DC, DO, DZ e le DQ fredde) hanno atmosfere dominate dall'elio. Qualora il carbonio e i metalli non siano presenti, la classificazione spettrale dipende dalla temperatura effettiva: fra i 100 000 K e i 45 000 K lo spettro viene classificato DO ed è dominato dall'elio ionizzato una volta; dai 30 000 K ai 45 000 K, lo spettro è classificato DB e mostra righe dell'elio neutro, mentre sotto i 12 000 K lo spettro è privo di emissioni ed è classificato DC. La ragione dell'assenza di nane bianche con un'atmosfera dominata dall'elio e una temperatura effettiva compresa fra 30 000 K e 45 000 K, chiamata DB gap (mancanza di DB), non è chiara; si sospetta che possa essere dovuta alla competizione di processi evolutivi atmosferici, come la separazione gravitazionale degli elementi e il rimescolamento convettivo.

### Campi magnetici
Negli anni sessanta fu ipotizzato che le nane bianche potessero avere dei campi magnetici generati dalla conservazione del flusso magnetico totale superficiale durante l'evoluzione di una normale stella di piccola massa in una nana bianca. Secondo questa teoria, qualora la stella progenitrice avesse un campo magnetico originario di circa ~100 gauss (0,01 T), il collasso in nana bianca farebbe variare il campo sino a ~(100×100)²=106 gauss (100 T), dato che il raggio della stella diminuisce di un fattore 100. La prima nana magnetica ad essere osservata fu GJ 742, il cui campo magnetico fu dedotto nel 1970 a partire dall'emissione di luce circolarmente polarizzata. Da allora sono stati scoperti campi magnetici in oltre 100 nane bianche, con valori compresi tra 2×10³ e 109 gauss (da 0,2 T a 100 kT); tuttavia, solo una minima parte delle nane bianche sinora conosciute è stata esaminata per misurarne il campo magnetico, e si stima che almeno il 10% di esse possieda dei campi con intensità superiori ad 1 milione di gauss (100 T).

## Nane bianche variabili
| DAV (GCVS: ZZA)         | classe DA: linee di assorbimento di H                 |
| DBV (GCVS: ZZB)         | classe DB: linee di assorbimento di He                |
| GW Virginis (GCVS: ZZO) | linee di C, He e O; suddivisibile nei tipi DOV e PNNV |

Pur essendo arrivate al termine della loro esistenza, le nane bianche non sono esattamente stelle "tranquille". La loro struttura interna, infatti, attraversa più fasi di assestamento in seguito alle quali la stella inizia a manifestare fenomeni di instabilità, principalmente pulsazioni dovute alla propagazione di onde gravitazionali non radiali. Queste provocano una variazione periodica della superficie radiante della stella, e quindi una corrispondente modulazione dell'intensità luminosa; la variazione di luminosità è però piuttosto piccola, compresa tra l'1% e il 30%. L'osservazione di tali variazioni permette di determinare da un punto di vista astrosismologico la struttura interna di tali oggetti.
La scoperta delle nane bianche pulsanti avvenne nel 1965-66, quando l'astronomo Arlo U. Landolt osservò che la nana bianca HL Tau 76, scoperta cinque anni prima da Guillermo Haro e Willem Luyten, mostrava una variazione della propria luminosità con un periodo di circa 12,5 minuti. Tuttavia l'idea che potessero esistere delle nane bianche variabili risaliva già a qualche tempo prima, e si riteneva che potessero avere un periodo di variabilità dell'ordine dei 10 secondi; l'idea non trovò però riscontro sino alla scoperta di HL Tau 76.
Le nane bianche pulsanti sono suddivise in tre principali sottogruppi a seconda delle loro caratteristiche spettrali:
- DAV, o stelle ZZ Ceti (di cui fa parte HL Tau 76), di tipo spettrale DA e caratterizzate da atmosfere particolarmente ricche di idrogeno;
- DBV, o stelle V777 Herculis, di classe spettrale DB e caratterizzate da atmosfere particolarmente ricche di elio;[105]
- stelle GW Virginis, a loro volta suddivise nei tipi DOV e PNNV, con atmosfere abbondanti di elio, ossigeno, e carbonio.[135][140] Queste ultime non sono delle nane bianche in senso stretto, ma piuttosto una fase di passaggio tra la fase di stella del ramo asintotico delle giganti e la fase di nana bianca vera e propria; per questo motivo non sarebbe errato riferirsi a queste come pre-nane bianche.[135][141]

## Nei sistemi stellari e planetari
Le nane bianche si trovano, oltre che singolarmente, anche in sistemi con altre stelle o addirittura in sistemi planetari, che vengono ereditati dalla stella progenitrice e possono interagire con la nana in vari modi. Si conoscono numerosi sistemi stellari di cui almeno una componente sia una nana bianca: per fare qualche esempio, la già citata Sirio, attorno a cui orbita la nana Sirio B, la più vicina al sistema solare, o ancora Procione, Keid, IK Pegasi e via discorrendo.

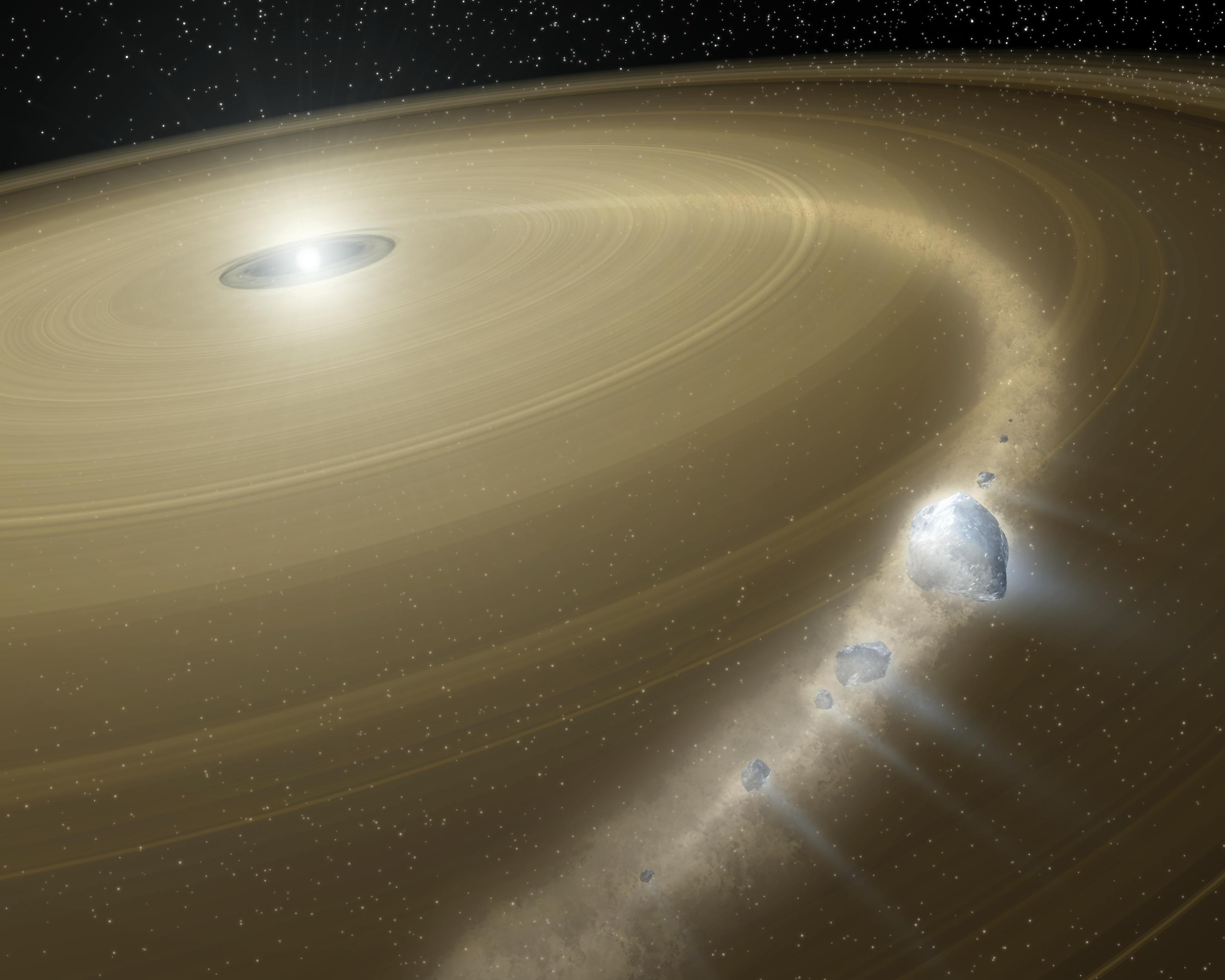
Rappresentazione artistica della nana bianca G29-38 e del suo disco circumstellare.

Probabile testimonianza di interazioni in un sistema binario è la Nebulosa Occhio di Gatto (NGC 6543), la cui peculiare forma sarebbe dovuta all'esistenza di un disco di accrescimento causato dal trasferimento di massa tra le due componenti del sistema, una delle quali in evoluzione verso la fase di nana bianca, che può aver generato i getti polari che interagiscono con la materia espulsa precedentemente.
Le osservazioni spettroscopiche agli infrarossi condotte dal Telescopio spaziale Spitzer della NASA sulla porzione centrale della nebulosa planetaria NGC 7293 (la Nebulosa Elica) suggeriscono la presenza di un disco di materia circumstellare, che potrebbe esser stato originato dalle collisioni di alcune comete che erano in orbita attorno alla stella progenitrice, in fase di evoluzione verso lo stadio di nana bianca. È inoltre probabile che l'emissione X della stella centrale sia dovuta alla caduta di una certa quantità di materiali dal disco sulla superficie della stella stessa. Allo stesso modo, alcune osservazioni condotte nel 2004 indicarono la presenza di un disco di polveri attorno alla giovane nana bianca G29-38 (originatasi circa 500 milioni di anni fa da una gigante AGB), che si sarebbe formato a causa della distruzione mareale di una cometa che sarebbe passata molto vicina alla nana bianca al suo periastro.
Se la nana bianca si trova in un sistema binario assieme ad una compagna gigante, l'interazione tra le due stelle potrebbe dar luogo a diversi fenomeni: in primo luogo le variabili cataclismiche (tra cui si annoverano le novae e le supernovae di tipo Ia); quindi le cosiddette sorgenti di raggi X supermolli (in inglese super-soft x-ray sources), che si originano qualora la materia, sottratta alla stella compagna dalla nana bianca, precipiti sulla sua superficie con una velocità tale da mantenere costante un principio di fusione sulla superficie dell'oggetto compatto, che fa sì che l'idrogeno in caduta sull'oggetto venga subito convertito in elio. Fanno parte di questa categoria di oggetti le nane bianche più massicce caratterizzate da altissime temperature superficiali (comprese tra 0,5 × 106 e 1 × 106 K).

### Variabili cataclismiche

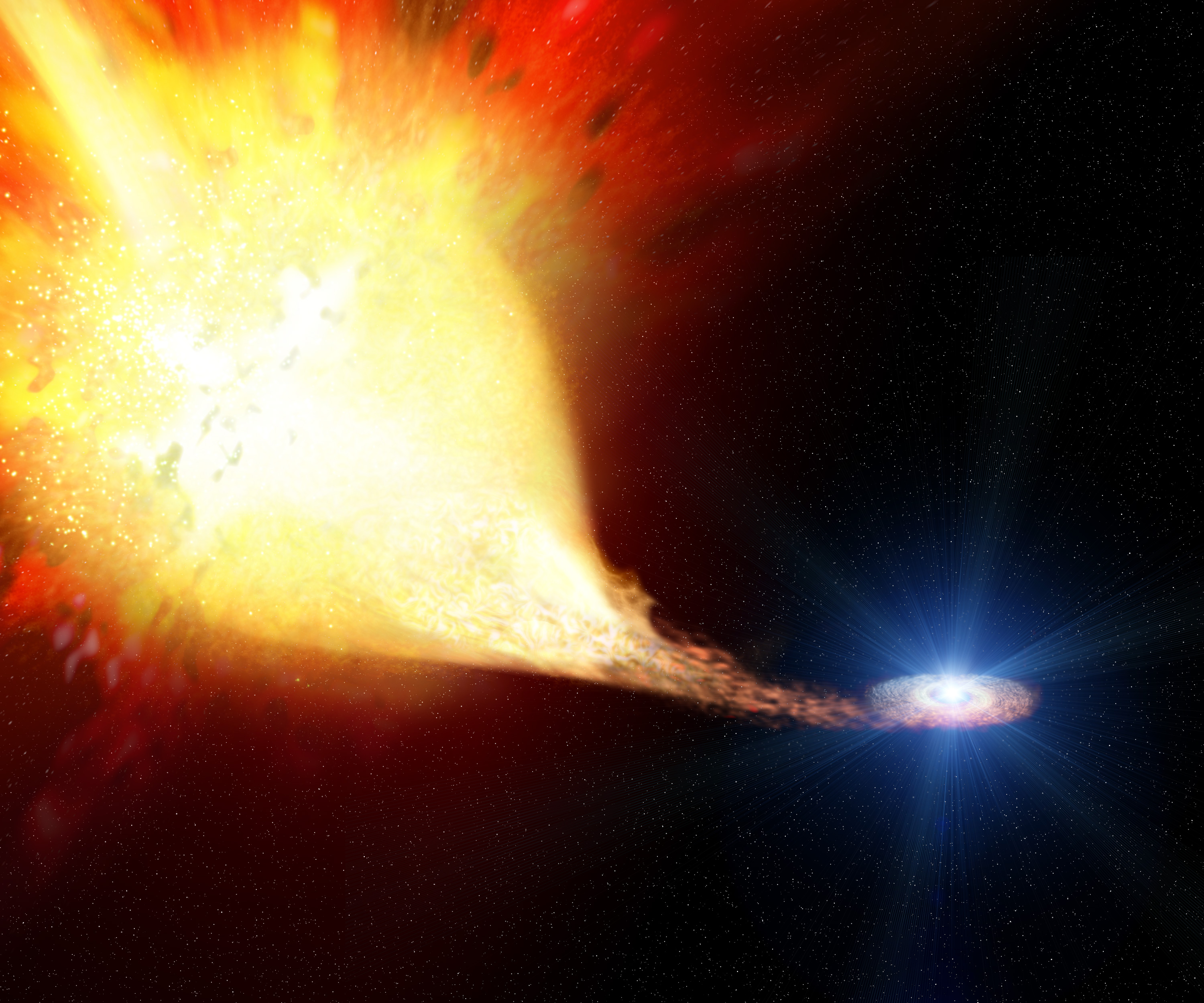
Rappresentazione artistica del trasferimento di massa verso una nana bianca in una variabile cataclismica.

I sistemi binari costituiti da una nana bianca che assume materia dalla compagna prendono il nome di variabili cataclismiche.
Quando il processo di accrescimento della nana dovuto al trasferimento di massa nel sistema binario non è in grado di farla avvicinare al limite di Chandrasekhar, la materia ricca di idrogeno accresciuta sulla sua superficie può andare incontro ad un'esplosione termonucleare. Finché il nucleo della nana bianca resta integro, tali esplosioni superficiali possono andare incontro a recidività fin tanto che il processo di accrescimento va avanti; questi periodici fenomeni cataclismici prendono il nome di novae classiche (o novae ricorrenti). Esiste anche un particolare tipo di novae, le cosiddette novae nane, le quali hanno dei picchi di luminosità più frequenti ma meno intensi rispetto alle novae classiche; si ritiene che si formino non dalla fusione nucleare della materia accumulata in superficie ma dal violento rilascio dell'energia potenziale gravitazionale durante il processo di accrescimento.
Oltre alle novae e alle novae nane, esistono diverse altre classi di variabili cataclismiche, tutte caratterizzate da improvvise variazioni nella luminosità e da emissioni X.

### Supernovae di tipo Ia

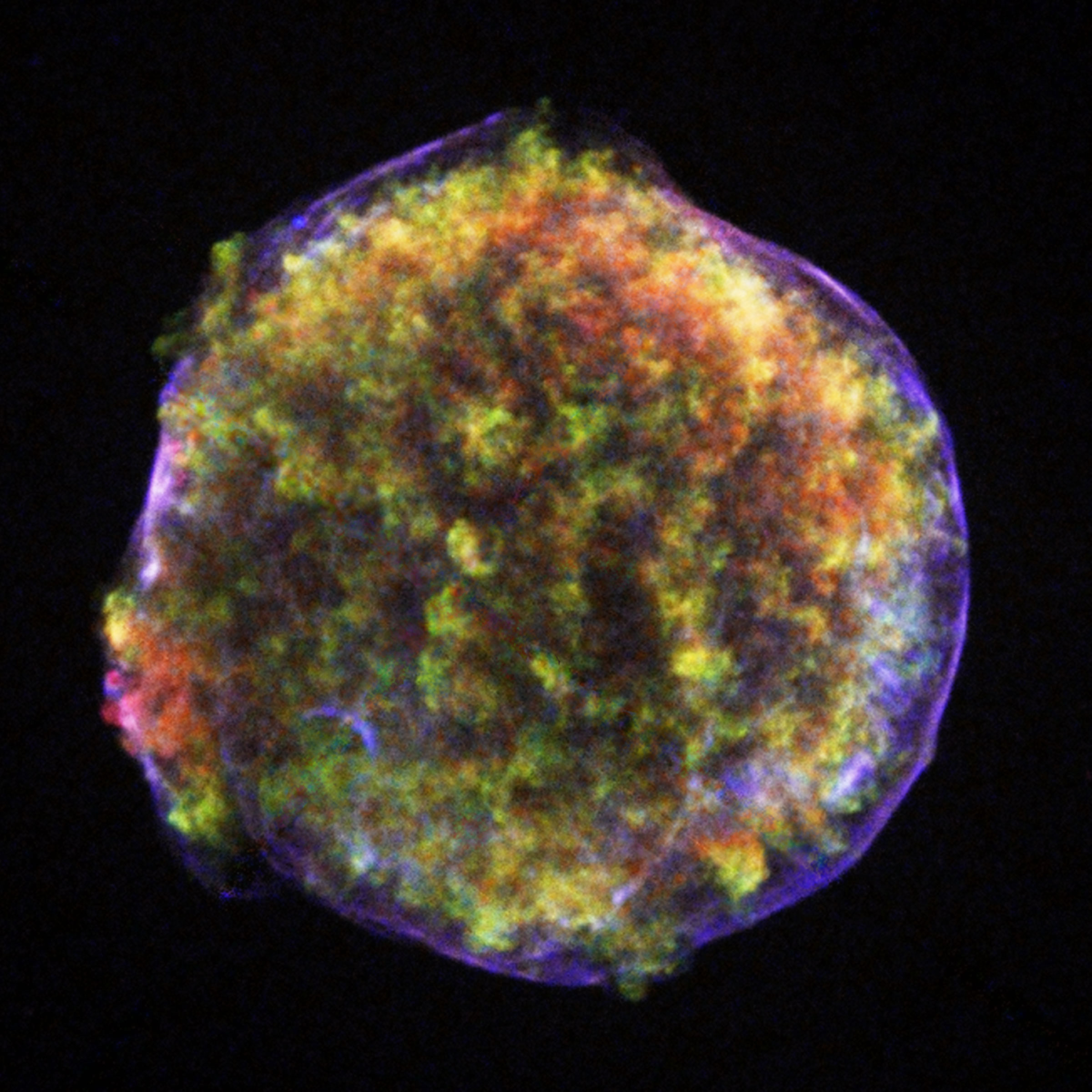
Immagine nei raggi X del resto di SN 1572, una supernova di tipo Ia osservata nel 1572 da Tycho Brahe. (credit: ASA/CXC/Rutgers/J. Warren, J.Hughes et al.)

La massa di una singola nana bianca, come già visto, non può superare il valore limite della {\displaystyle M_{\rm {Ch}}} (1,44 M☉), valore che può aumentare se l'astro ruota velocemente e in maniera non uniforme. Tuttavia, in condizioni particolari, come la presenza di una compagna binaria gigante, può aver luogo il fenomeno del trasferimento di massa, che permette alle nane bianche di acquisire ulteriore materia aumentando sia la propria massa che la propria densità. Se la massa si avvicina o supera tale limite, la nana può teoricamente o collassare in una stella di neutroni oppure andare incontro a una violenta ed incontrollata ignizione della fusione nucleare all'interno della nana (detonazione del carbonio) che ne determina l'esplosione in supernova di tipo Ia.
La teoria più accreditata in merito alla formazione di tali supernovae, detta della singola degenerazione, considera una nana bianca al carbonio-ossigeno che assume materia da una stella gigante in un sistema binario, incrementando la propria massa e sottoponendo le parti centrali ad una pressione ancora superiore. Si ritiene che il riscaldamento, dovuto alla graduale compressione del nucleo residuo, inneschi la fusione del carbonio quando la massa della stella degenere raggiunge il valore della massa di Chandrasekhar. La reazione termonucleare che ne deriva dilania la nana bianca in pochi secondi, producendo l'esplosione della supernova di tipo Ia.
Le supernovae del tipo Ia possono generarsi, secondo una teoria detta della doppia generazione, anche a seguito della coalescenza di due nane bianche al carbonio ossigeno. Se una coppia di stelle di questo tipo si fonde andando a creare un oggetto con massa superiore al limite di Chandrasekhar, si innesca la violenta fusione del carbonio e l'oggetto risultante esplode immediatamente.
Lo studio delle supernovae Ia riveste una particolare importanza nell'astrofisica, per via della loro utilità come candele standard nella misurazione delle distanze extragalattiche: infatti, poiché tutte le supernovae di tipo Ia hanno all'incirca la stessa luminosità, la loro magnitudine apparente dipende quasi esclusivamente dalla distanza cui si trova l'oggetto preso in considerazione.

### Collisione e fusione di due nane bianche

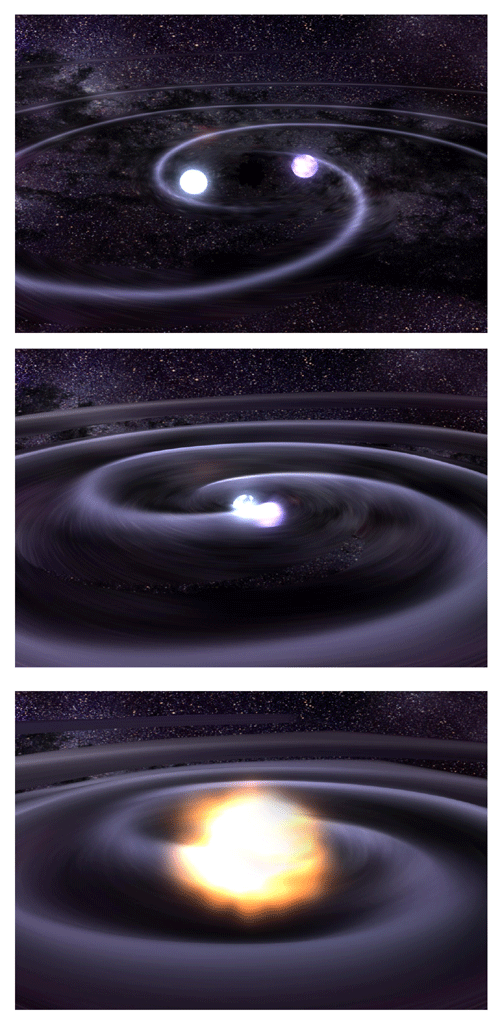
Sequenza che mostra le diverse fasi della collisione tra due nane bianche. NASA

L'evoluzione di un sistema binario può portare, qualora le due stelle che lo costituiscono abbiano una massa adeguata, alla formazione di un sistema costituito da due nane bianche. I sistemi composti da due nane bianche hanno come sigla DWD, sigla in inglese per Double White Dwarf (doppia nana bianca). La scoperta di simili sistemi e l'osservazione, soprattutto nei raggi X, delle interazioni reciproche tra le due componenti del sistema hanno portato allo sviluppo di modelli sui meccanismi che potrebbero condurre alla fusione di due nane bianche.
Inizialmente due nane bianche di massa diversa (in genere la più massiccia al carbonio-ossigeno e la più leggera ricca in elio) si trovano ad una distanza piuttosto piccola l'una dall'altra. Nel corso di migliaia di anni, l'orbita delle due stelle attorno al comune baricentro inizia a restringersi e a decadere a causa della progressiva perdita del momento angolare, dovuta sia alle interazioni magnetiche tra le due stelle e le loro atmosfere, sia all'emissione di onde gravitazionali. La progressiva diminuzione dell'ampiezza dell'orbita e il conseguente aumento dell'attrazione gravitazionale tra le due componenti provoca lo smembramento della nana all'elio; il processo di rottura è estremamente complesso e porterebbe alla formazione di un disco di plasma quasi degenere in orbita attorno alla nana al carbonio-ossigeno.
Man mano che perdono il loro momento angolare, le particelle del disco precipitano sulla superficie della nana superstite, accrescendone la massa. Quando il processo di accrescimento ha portato sulla superficie della stella una massa sufficiente si ha l'innesco delle reazioni nucleari, che causano un'espansione dell'astro. Ovviamente, perché si possa verificare questo fenomeno, è necessario che la massa complessiva delle due nane bianche non ecceda la {\displaystyle M_{\rm {Ch}}}.
L'oggetto così formato fa parte di un particolare tipo di stelle, denominate stelle all'elio estreme. Si tratta di astri meno massicci del Sole ma molto più estesi, con dimensioni paragonabili a quelle di una stella gigante, e caldi. Il motivo che ha portato gli astrofisici a ritenere che questa particolare classe stellare tragga origine non da una nube di idrogeno molecolare ma dalla fusione di due nane bianche sta proprio nella particolare composizione chimica: infatti sono costituite prevalentemente da elio, con una consistente presenza di carbonio, azoto ed ossigeno e tracce di tutti gli altri elementi stabili, mentre l'idrogeno è quasi assente.
Tali stelle presentano anche una certa variabilità, associata a pulsazioni radiali della superficie stellare.

### Titoli generali
- (EN) George Forbes, History of Astronomy, Londra, Watts & Co., 1909. (e-book libero del Progetto Gutenberg)
- H. L. Shipman, L'Universo inquieto. Guida all'osservazione a occhio nudo e con il telescopio. Introduzione all'astronomia, Bologna, Zanichelli, 1984, ISBN 88-08-03170-5.
- H. Reeves, L'evoluzione cosmica, Milano, Rizzoli–BUR, 2000, ISBN 88-17-25907-1.
- (EN) John Gribbin, Mary Gribbin, Stardust: Supernovae and Life&mdash - The Cosmic Connection, Yale University Press, 2001, ISBN 0-300-09097-8.
- AA.VV, L'Universo - Grande enciclopedia dell'astronomia, Novara, De Agostini, 2002.
- J. Gribbin, Enciclopedia di astronomia e cosmologia, Milano, Garzanti, 2005, ISBN 88-11-50517-8.
- W. Owen et al., Atlante illustrato dell'Universo, Milano, Il Viaggiatore, 2006, ISBN 88-365-3679-4.

### Titoli specifici

#### Sulle stelle
- (EN) Martin Schwarzschild, Structure and Evolution of the Stars, Princeton University Press, 1958, ISBN 0-691-08044-5.
- (EN) Robert G. Aitken, The Binary Stars, New York, Dover Publications Inc., 1964.
- (EN) Victor G. Szebehely, Richard B. Curran, Stability of the Solar System and Its Minor Natural and Artificial Bodies, Springer, 1985, ISBN 90-277-2046-0.
- (EN) C. J. Lada, N. D. Kylafits, The Origin of Stars and Planetary Systems, Kluwer Academic Publishers, 1999, ISBN 0-7923-5909-7.
- (EN) Cliff Pickover, The Stars of Heaven, Oxford, Oxford University Press, 2001, ISBN 0-19-514874-6.

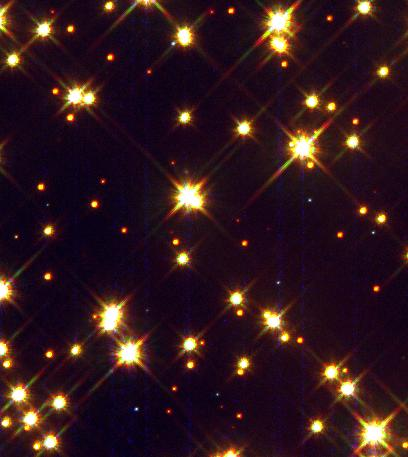
Dettaglio di una sezione periferica dell'ammasso globulare M4; tra le stelle più deboli sono visibili alcune nane bianche, riconoscibili per il loro colore perlaceo che risalta rispetto al giallo-arancio delle altre stelle.

- A. De Blasi, Le stelle: nascita, evoluzione e morte, Bologna, CLUEB, 2002, ISBN 88-491-1832-5.
- M. Hack, Dove nascono le stelle. Dalla vita ai quark: un viaggio a ritroso alle origini dell'Universo, Milano, Sperling & Kupfer, 2004, ISBN 88-8274-912-6.
- J. Lindstrom, Stelle, galassie e misteri cosmici, Trieste, Editoriale Scienza, 2006, ISBN 88-7307-326-3.
- C. Abbondi, Universo in evoluzione dalla nascita alla morte delle stelle, Sandit, 2007, ISBN 88-89150-32-7.
- (EN) J. Craig Wheeler, Cosmic Catastrophes: Exploding Stars, Black Holes, and Mapping the Universe, 2ª ed., Cambridge, Cambridge University Press, 2007, ISBN 0-521-85714-7.

## Voci correlate

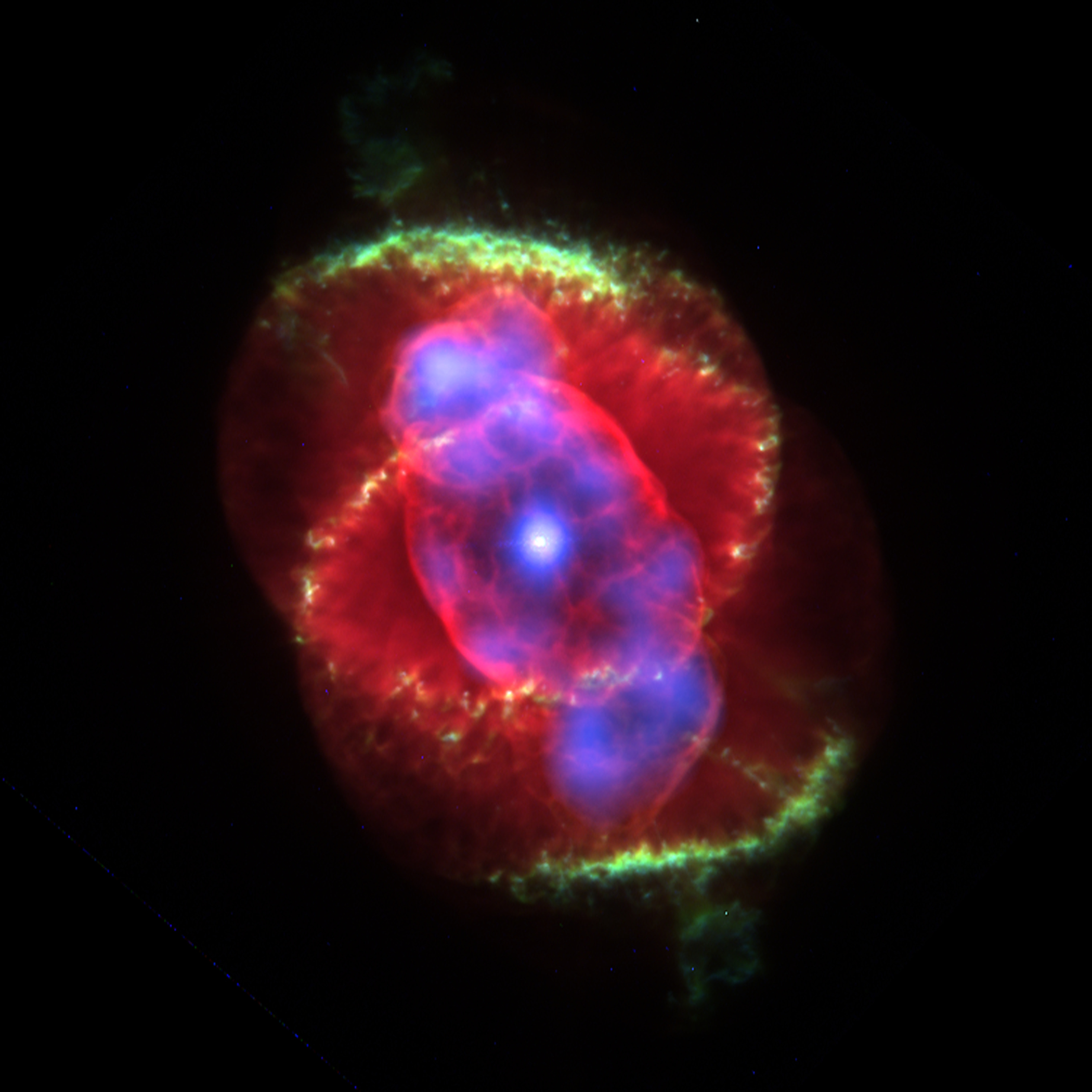
La nebulosa planetaria Occhio di Gatto; immagine composita costituita da immagini nel visibile (HST) e nei raggi X (Chandra).

#### Sulle nane bianche (in inglese)
- S. Chandrasekhar, An Introduction to the Study of Stellar Structure, New York, Dover, 1939, ISBN 0-486-60413-6.
- S. Chandrasekhar, Principles of Stellar Dynamics, New York, Dover, 2005 (1ª ed. 1942), ISBN 0-486-44273-X.
- E. Schatzman, White Dwarfs, Amsterdam, North-Holland, 1958.
- Stuart L. Shapiro, Saul A. Teukolsky, Black holes, white dwarfs, and neutron stars: the physics of compact objects, New York, Wiley, 1983, ISBN 0-471-87317-9.
- S. D. Kawaler, I. Novikov e G. Srinivasan, Stellar remnants, Berlino, Springer, 1997, ISBN 3-540-61520-2.
- (EN) Edward M. Sion; Stephane Vennes; Harry L. Shipman, White Dwarfs - Cosmological and Galactic probes, Dordrecht, Springer, 2005, ISBN 1-4020-3725-2.

#### Pubblicazioni scientifiche (in inglese)
- S. Chandrasekhar, The Maximum Mass of Ideal White Dwarfs, in The Astrophysical Journal, vol. 74, n. 1, 1931,  pp. 81-82. URL consultato il 30 ottobre 2008.
- Fred Hoyle, Note on equilibrium configurations for rotating white dwarfs, in Monthly Notices of the Royal Astronomical Society, vol. 107, 1947,  pp. 231-236. URL consultato il 30 novembre 2008.
- W. J. Luyten, The search for white dwarfs, in Astronomical Journal, vol. 55, 1950,  pp. 86-89, DOI:10.1086/106358. URL consultato il 30 ottobre 2008.
- George M. Lawrence, Jeremiah P. Ostriker e James E. Hesser, Ultrashort-Period Stellar Oscillations. I. Results from White Dwarfs, Old Novae, Central Stars of Planetary Nebulae, 3C 273, and Scorpius XR-1, in The Astrophysical Journal, vol. 148, n. 3, giugno 1967,  pp. L161–L163.
- J. P. Ostriker e P. Bodenheimer, Rapidly Rotating Stars. II. Massive White Dwarfs, in The Astrophysical Journal, vol. 151, 1968,  pp. 1089-1098, DOI:10.1086/149507. URL consultato il 30 novembre 2008.
- G. P. McCook e E.M. Sion, A Catalog of Spectroscopically Identified White Dwarfs, in The Astrophysical Journal Supplement Series, vol. 121, n. 1, 1999,  pp. 1-130, DOI:10.1086/313186. URL consultato il 30 ottobre 2008.
- D. T. Wickramasinghe e Lilia Ferrario, Magnetism in Isolated and Binary White Dwarfs, in Publications of the Astronomical Society of the Pacific, vol. 112, n. 773, luglio 2000,  pp. 873-924.
- P. Gil-Pons, E. García-Berro, On the formation of oxygen-neon white dwarfs in close binary systems, in Astronomy and Astrophysics, vol. 375, 2001,  pp. 87-99, DOI:10.1051/0004-6361:20010828. URL consultato il 15 maggio 2007.
- B. K. Gibson and C. Flynn, White Dwarfs and Dark Matter, in Science, vol. 292, n. 5525, 22 giugno 2001,  p. 2211, DOI:10.1126/science.292.5525.2211a.
- James Liebert, P. Bergeron e J. B. Holberg, The True Incidence of Magnetism Among Field White Dwarfs, in Astronomical Journal, vol. 125, n. 1, gennaio 2003,  pp. 348-353.
- S.-C. Yoon, N. Langer, Presupernova Evolution of Accreting White Dwarfs with Rotation, in Astronomy and Astrophysics, vol. 419, n. 2, maggio 2004,  pp. 623-644. URL consultato il 30 maggio 2007.
- O. G. Benvenuto e M. A. De Vito, The formation of helium white dwarfs in close binary systems - II, in Monthly Notices of the Royal Astronomical Society, vol. 362, n. 3, 2005,  pp. 891-905.
- J. B. Holberg, How Degenerate Stars Came to be Known as White Dwarfs, in Bulletin of the American Astronomical Society, vol. 37, dicembre 2005,  p. 1503.
- Daniel J. Eisenstein et al., A Catalog of Spectroscopically Confirmed White Dwarfs from the Sloan Digital Sky Survey Data Release 4, in The Astrophysical Journal Supplement Series, vol. 167, n. 1, novembre 2006,  pp. 40-58.
- S. Jordan, R. Aznar Cuadrado, R. Napiwotzki, H. M. Schmid e S. K. Solanki, The fraction of DA white dwarfs with kilo-Gauss magnetic fields, in Astronomy and Astrophysics, vol. 462, n. 3, 11 febbraio 2007,  pp. 1097-1101.

### Carte celesti
- Tirion, Sinnott, Sky Atlas 2000.0, 2ª ed., Cambridge, USA, Cambridge University Press, 1998, ISBN 0-933346-90-5.
- Tirion, The Cambridge Star Atlas 2000.0, 3ª ed., Cambridge, USA, Cambridge University Press, 2001, ISBN 0-521-80084-6.